# 日本の慰安婦問題
日本の慰安婦問題（にほんのいあんふもんだい）は、旧日本軍の慰安婦に対する日本の国家責任の有無等に関する問題。慰安婦問題には事実関係や評価などで様々な認識の差異や論点がある。

## 概説
日本や、北朝鮮、大韓民国、国際連合などで1980年代頃から議論となっている。太平洋戦争まで慰安婦は合法とされた公娼であり、問題として取上げられる慰安婦については、しばしば、民間経営者により報酬が支払われていたこと、斡旋業者が新聞広告などで広く募集をしていたこと、内地の日本人女性もいたことなどから、国家責任はない類いのものとの主張がある。
また、兵士による買春や性犯罪は日本軍だけの現象ではなく、この問題で日本を非難した韓国やアメリカ合衆国の軍隊によっても第二次世界大戦後に至っても行なわれていた（韓国での「第五種補給品」「ライダイハン」問題、敗戦直後の日本で占領軍が利用した特殊慰安施設（RAA）など）。
一方、戦時下での、女性に対する重大な人権侵害として旧国際連合人権委員会や人種差別撤廃委員会が取り扱ってきており、慰安婦は一般女性が官憲や軍隊により強制連行された性奴隷であるとの主張や、強制連行の有無とは別に現代の価値観において女性への人権侵害であるとする見解もある。なお、軍や官憲による強制連行を示すような資料は発見されていない。また、強制連行説を主張した媒体・論者のうち、日本の『朝日新聞』は吉田清治の証言等の自社記事をのちに取り消し、報道や事後対応の経緯について第三者委員会に調査を依頼した。
韓国では、慰安婦団体や韓国政府により日本の慰安婦制度に対する非難が長期間続き、肯定的意見はタブー視されてきたが、最近では学者の間でも日本の慰安婦制度など反日問題に対しても日本政府の考え方を肯定的に捉える主張が相次いでいる。

## 慰安婦問題の経緯

### 1970年代
1970年刊行の『岡村寧次大将資料』において「軍、風紀所見（その三）」の一節に「慰安婦問題を考える」とあり、「昔の戦役時代には慰安婦などは無かったものである。斯く申す私は恥ずかしながら慰安婦案の創設者である。昭和七年の上海事変のとき二、三の強姦罪が発生したので、派遣軍参謀副長であった私は、同地海軍に倣い、長崎県知事に要請して慰安婦団を招き、その後全く強姦罪が止んだので喜んだものである」「第六師団の如きは慰安婦団を同行しながら、強姦罪は跡を絶たない有様である」などと記している（同書「第四編 武漢攻略前後（第十一軍司令官時代）」）。
1973年に千田夏光の『従軍慰安婦』が刊行され、慰安婦を民族ごとに分けて記述した。千田は日本人の慰安婦は自主的な売春婦であり、韓国人の慰安婦を売春を強制された被害者とした。千田の著書は、日本キリスト教婦人矯風会の高橋喜久江会長の注目を受けた。『産経新聞』によると、高橋は慰安婦の社会問題化に関して「私も火付け役をした」と自負したとされ、高橋は千田の著書を韓国に紹介するなどしている。

### 1990年代
1990年には、梨花女子大元教授で韓国教会女性連合会メンバーの尹貞玉（ユン・ジョンオク）が、「挺身隊取材記」を『ハンギョレ新聞』に4回わたり連載。
1990年6月6日の参議院予算委員会で、労働省の清水伝雄が「徴用の対象として従軍慰安婦を連行したという事実はなく、民間の業者がそうした方々を軍とともに連れて歩いた」と発言したことが韓国で「清水妄言」として騒ぎになり、尹貞玉が挺身隊対策協議会を結成、海部俊樹首相へ公開書簡をおくった。その後も韓国、フィリピン、台湾などで、元慰安婦であったと名乗り出る女性が多数現れ、日本の弁護士らの呼びかけで、日本政府に謝罪と賠償を求める慰安婦訴訟（アジア太平洋戦争韓国人犠牲者補償請求事件、釜山従軍慰安婦・女子勤労挺身隊公式謝罪等請求訴訟、在日韓国人元従軍慰安婦謝罪・補償請求事件など）が多数行われた。

### 元慰安婦らによる訴訟
1991年には、金学順が韓国で初めて元慰安婦として名乗り出て、自らの体験を語った。同年、金ら元慰安婦3人を含む「太平洋戦争犠牲者遺族会」の35人は高木健一を主任弁護士とし、日本政府の謝罪と補償を求めて軍属らとともに東京地方裁判所に提訴、1993年にはマリア・ロサ・ヘンソンらフィリピン人元慰安婦が、1994年にはオランダ人元慰安婦・捕虜などがそれぞれ東京地裁に提訴した（日本軍は太平洋戦争劈頭の南方作戦で、フィリピンやオランダ領東インドなどを占領していた）。
金らによる裁判について、当時『毎日新聞』ソウル支局の特派員だった下川正晴は、「朝鮮と朝鮮人に公式謝罪を百人委員会」事務局長だった青柳敦子が1991年11月に永森支局長と下川を訪ね、日本政府に裁判を起こしたいとした上で「原告になってくれる韓国人の犠牲者を探している」と告げたとし、二人は「原告を探す」という発想に仰天したとしている。歴史学者の秦郁彦は、この際には原告は見つからなかったとし、帰国後に「太平洋戦争犠牲者遺族会」から協力申し入れがあったものの、同遺族会が内紛を起こしたのち主流派が青柳グループと絶縁、高木弁護士らの「日本の戦後責任をハッキリさせる会」に乗り換えたとしている。
1992年12月25日には日本で釜山従軍慰安婦・女子勤労挺身隊公式謝罪等請求訴訟が始まり、1993年4月3日には、元慰安婦の宋神道が提訴した在日韓国人元従軍慰安婦謝罪・補償請求事件の裁判が日本で始まったが、双方とも2003年に最高裁判所で敗訴が確定している。
評論家の池田信夫は、金らによる訴訟の目的は敗戦で無効になった軍票で支払われた給与の賠償だったとし、「このときの訴状は『親に売られてキーセン（娼婦）になった』という話だったのだが、これを朝日新聞が『軍が慰安婦を女子挺身隊として強制連行した』と誤って報じたため、1992年に宮澤首相（当時）が韓国で謝罪するはめになった」と延べている。
池田はまた、福島瑞穂や高木健一らは原告になる元慰安婦を韓国で募集した際に金学順を見つけたとしており、福島はNHKにこの話を売り込んだ上で、NHKのスタジオに立ち会い、金学順に「親に売られてキーセンになり、義父に連れられて日本軍の慰安所に行った」と証言するようせりふを教えたとしている。

## 尹貞玉と挺身隊問題対策協議会
1990年6月6日の本岡昭次参議院議員（日本社会党）による国会質問での日本政府が慰安婦問題について「調査はできかねる」と答弁したことに抗議する公開書簡を、韓国女性団体連合や韓国教会女性連合会など37の女性団体が10月7日に送付した。翌年4月1日、同じく本岡昭次参院議員がこの公開書簡への回答を求めたことが韓国でも報道され、その中で「従軍慰安婦、約8万人」と共に、同議員の提示する沖縄朝鮮人捕虜リスト（米軍資料マイクロフィルム）が「挺身隊・従軍慰安婦名簿」として紹介された。
同年11月、韓国教会女性連合会、韓国女性団体連合会等16団体が集まり韓国挺身隊問題対策協議会（挺対協）が結成され、尹貞玉が共同代表に就任した。この時のことについて尹は、「1990年、国会で『慰安婦』問題は業者がやったことであり、日本軍は無関係であると言明した。この嘘が、韓国で挺身隊問題対策協議会が設立されたきっかけとなった」と、説明している:7。
アジア女性基金の大久保昭も「1990年代の韓国では、慰安婦問題は建国以来一貫して世論の底流をなす反日ナショナリズムの象徴となり、聖化された」「挺体協は90年代韓国のヒロインだった」と述べている。

## 慰安婦問題とメディア
韓国の盧泰愚大統領は、慰安婦問題の発生について「日本の言論機関の方がこの問題を提起し、我が国の国民の反日感情を焚きつけ、国民を憤激させてしまいました。」と語っている。
2013年5月14日、読売新聞は、朝日新聞が1992年1月に報じた、女子挺身隊制度を「慰安婦狩り」とする誤報を含む、「日本軍が慰安所の設置や、従軍慰安婦の募集を監督、統制していた」との記事を発端とし、さらにその後、河野談話（謝罪）が曲解されたことで、日韓間の外交問題に発展したとする見解を示した。

### 朝日新聞の慰安婦報道問題
朝日新聞は、80年代から「慰安婦の強制連行」の告発者とされる吉田清治を度々紙面で取り上げていたが、1991年には、女子挺身隊として連行された元慰安婦が韓国で名乗り出たと報道。1992年、旧日本軍の関与が明らかになったと朝日新聞が報じたことで、韓国で反日デモが吹き荒れる騒ぎとなった。（「慰安婦の強制連行#吉見義明の発見と朝日新聞報道」参照）
歴史学者の秦郁彦は、1992年1月11日の朝日新聞では陸支密大日記を吉見義明が「発見」したとしているが、研究者の間ではこの資料は周知のものであったと指摘している。
朝日新聞は、その後も慰安婦の強制性について報道を続けたが、一連の報道には歴史学者や他の新聞社から異論や批判が出た。批判の高まりを受けた朝日新聞社は、2014年に外部の識者に依頼し検証した結果、18本の記事を取り消し謝罪した。（「朝日新聞の慰安婦報道問題#朝日新聞による慰安婦報道の取消 (2014)」参照）
朝日新聞は、アジア女性基金に対しても否定的に報じ、呼びかけ人だった大沼保昭を落胆させた。

### ジャパン・タイムズ
『ジャパン・タイムズ』は、1991年1月11日夜のテレビ番組での渡辺美智雄外務大臣の「なんらかの関与があったということは認めざるをえない」との発言を引用し、「日本の政府責任者が戦時中に日本軍がhundreds of thousands（何十万人）ものアジア人慰安婦への強制売春 (forced prostitution) を初めて認めた」と伝える記事を同月13日に掲載した（秦郁彦は、実際の発言内容とは異なるとしている）。

### 韓国メディア
1990年8月9日、光復45周年特別企画『太平洋戦争の怨霊たち』にて元慰安婦のインタビューを含むドキュメンタリー番組が放送された（後述）。
同年8月15日、韓国の『ハンギョレ新聞』は金学順が「親に売り飛ばされた」と報道した。
同年8月23日、NHK BSが特集「世界が伝える日本」において、韓国放送公社（KBS）のドキュメンタリー番組『太平洋戦争の怨霊たち』を放送。韓国女性20万人を挺身隊として昼は働かせ、夜は慰安婦をさせた告発ドキュメンタリーと紹介した。
1991年10月7日から1992年2月6日にかけて、韓国のMBC放送は制作費72億ウォンを投じたドラマ『黎明の瞳』を放映し、最高視聴率58.4%を記録した。ヒロインが従軍慰安婦として日本軍に連行されるストーリーで、日本軍兵士が慰安所を利用したり、朝鮮人兵士を虐待したりする場面が放映された。原作は金聖鍾の同名の小説（全10巻）で、1975年10月から韓国の『日刊スポーツ新聞』で連載されていた。
1992年1月の宮澤首相の訪韓時、韓国の新聞は女子挺身隊と慰安婦を混同したまま「小学生までが挺身隊にされ、慰安婦にされた」といった報道を繰り返した。

## 日本政府の対応
1993年（平成5年）8月4日、宮澤改造内閣は慰安婦調査の結果「いわゆる従軍慰安婦問題について」を発表した。同日、河野洋平内閣官房長官が慰安婦関係調査結果発表に関する河野内閣官房長官談話（河野談話）を発表した。この談話は以後、その意義や根拠について賛否両論を呼んだ。平林博内閣外政審議室室長は、1997年3月12日の国会での小山孝雄参議院議員の質問に「政府が調査した限りの文書の中には軍や官憲による慰安婦の強制募集を直接示すような記述は見出せなかった」と答弁。同1997年3月には当時宮澤内閣の内閣官房副長官であった石原信雄も「随分探したが、日本側のデータには強制連行を裏付けるものはない」とし、また元慰安婦を強制的に連れてきたという軍関係者の証言を探したがなかったと明かした。

### 宮沢内閣

#### 宮澤首相による謝罪

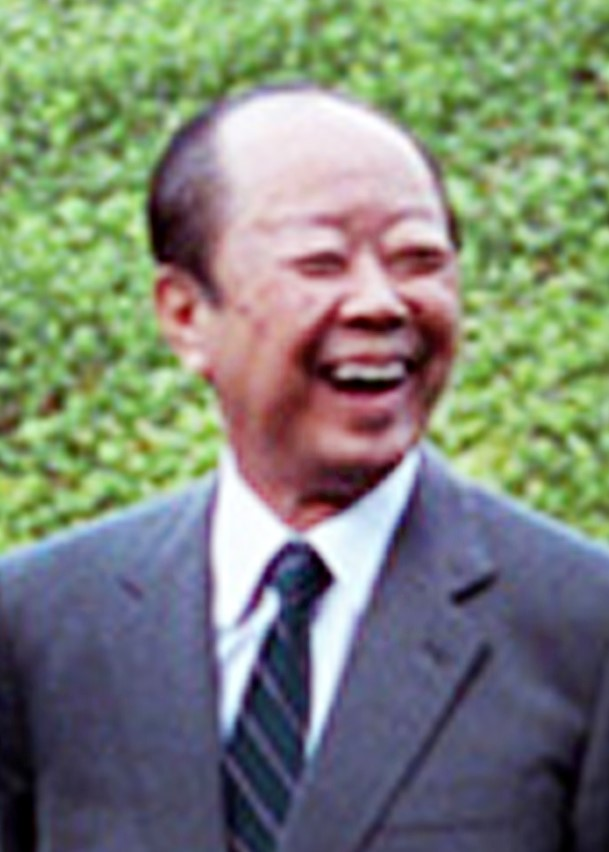
宮澤喜一

92年1月14日、宮澤首相は「軍の関与を認め、おわびしたい」と述べ、韓国滞在中の1月16日には天皇の人形が焼かれるなどするなか、訪韓日程における首脳会談や国会演説などで謝罪し、「真相究明」を約束した。
毎日新聞ソウル支局の下川正晴特派員は当時の韓国の大統領主席補佐官による会見の様子について「『一時間二十五分の首脳会談で、宮澤首相は八回も謝罪と反省を繰り返した』。韓国の大統領主席補佐官は、韓国人記者たちに謝罪の回数まで披露した。こんな国際的に非礼な記者発表は見たことがない」と1993年9月9日の毎日新聞『記者の目——日韓関係』で述べている。
岡田邦宏は、宮澤首相は盧泰愚大統領との首脳会談で事実関係の調査を経ることなく慰安婦問題について謝罪したとしている。

#### 加藤談話（第一次調査）
1992年7月6日、加藤紘一官房長官が従軍慰安婦問題について「お詫びと反省」を表明する談話を発表した。これに合わせ、日本政府による関連資料の調査（第一次調査）の結果が公表され、慰安婦問題について「政府の関与」は認めたものの、「強制連行」を立証する資料は見つからなかったとした。

#### 河野談話（第二次調査）

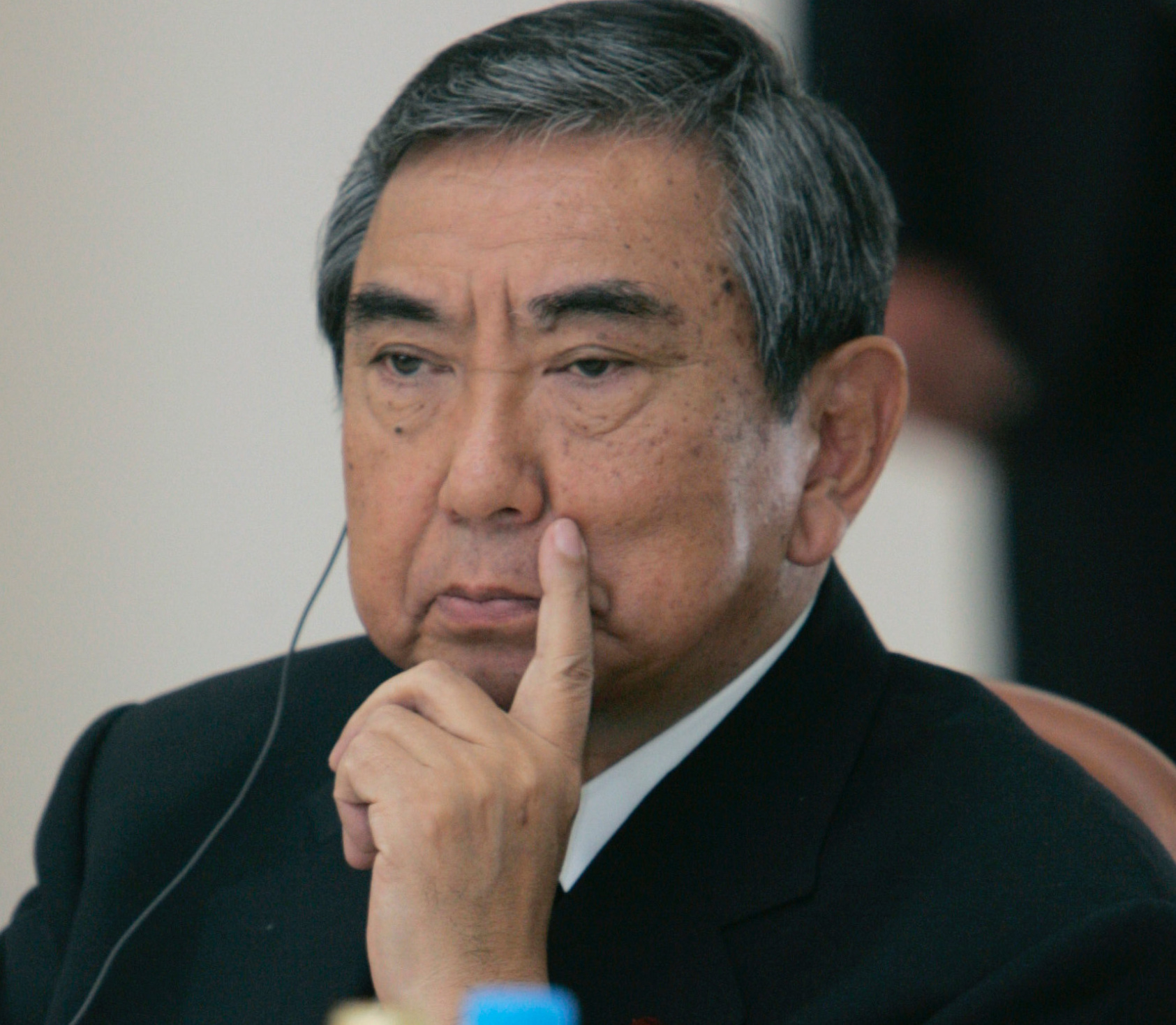
河野洋平

韓国政府から実態解明についての強い要請が寄せられたことを受け、日本政府は関連資料の調査に加えて関係者への聞き取りや現地調査、米国公文書の調査などを含む再調査を行い、1993年8月4日、その結果を公表した。
これに合わせ、河野洋平官房長官は談話を発表し、慰安婦について「募集、移送、管理等も、甘言、強圧による等、総じて本人たちの意思に反して行われた」とし、「心からお詫びと反省の気持ちを申し上げる」とした。（河野談話）
石原信雄元官房副長官によると、「文書とか日本側の証言者が欲しかったが、見つからない。…韓国側はそれで納得せず、元慰安婦の名誉のため、強制性を認めるよう要請していた」。
河野談話の検証
2014年、河野談話により1993年に決着したはずの慰安婦問題が再び韓国政府から提起され、当時の関係者から「日本政府の善意が活かされておらず非常に残念」である旨の証言もあり、第二次安倍内閣は、河野談話作成からアジア女性基金までの一連の過程について検証を行い、公表した。

### 村山内閣
1994年に首相に就任した社会党の村山富市は、河野談話に従いアジア女性基金を設立し、民間からの寄付金をもとに慰安婦への償い事業をスタートさせた。村山は、戦争にかかわる賠償や請求権の問題は条約等で解決済みであるので、政府が元慰安婦に「個人補償」を行う考えはないとも述べた。
日本政府が国際条約違反を承知で婦女（慰安婦）強制連行を行ったことを認めるかとの質問には、当時の日本政府がそのような認識を持っていたことを示す資料は見当たらないと答えている。

#### 村山談話
1995年8月15日、村山富市内閣総理大臣は談話を発表し（村山談話）、その中で、従軍慰安婦問題について「女性の名誉と尊厳を深く傷つけた問題であり、私はこの機会に、改めて、心からの深い反省とお詫びの気持ちを申し上げたいと思います」と、政府としての反省の意を示した。

#### アジア女性基金
村山内閣は元慰安婦に対する「全国民的な償いの気持ち」をあらわす事業と、「女性をめぐる今日的な問題の解決」のための事業を推進することを目的にアジア女性基金を設立することを決定し、1995年、経費への補助金として4億8千万円を計上した。
日本政府は、第二次大戦にかかわる賠償や財産・請求権の問題について当事国との間で法的に解決済みだった為、元慰安婦におくる「償い金」として民間から寄付を募り、日本政府がお詫びの気持ちを表明し、女性基金を援助するという形をとった。
1996年、橋本龍太郎首相が元慰安婦へ「心からおわびと反省の気持ち」を伝える手紙を送り、2001年には、小泉純一郎首相からも元慰安婦にお詫びの手紙が送られた。

### 第1次安倍内閣
安倍内閣は、2007年3月16日付で、「河野談話をこれからも継承していく」としつつ、「官憲が家に押し入って人さらいのごとく連れて行くという強制性、狭義の強制性を裏付ける証言はなかった」とし、「政府が発見した資料の中には、軍や官憲によるいわゆる強制連行を直接示すような記述は見当たらなかった」とする政府答弁書を閣議決定した。また第二次安倍内閣においては、総裁選から衆議院選挙を経て一貫して「河野談話の見直し・改変」を唱えていたが、2013年5月24日、「安倍内閣の閣議決定は河野談話を引き継いでいる」と辻元清美の質問主意書には応えている。
2006年10月3日、安倍晋三内閣総理大臣は「いわゆる従軍慰安婦の問題についての政府の基本的立場は、…河野官房長官談話を受け継いでおります」と答弁した。
同年10月25日、下村博文官房副長官は「河野談話はもう少し事実関係をよく研究し…客観的、科学的知識を収集して考えるべきではないか」と発言。
安倍首相は、2007年3月16日の答弁書で、軍や官憲による強制連行を示す資料がないことが確認されたと述べた。
2011年（平成23年）8月、日本国外務省は「慰安婦問題に対する日本政府のこれまでの施策」を発表し、これまでの慰安婦関連事業および日本政府による償い事業について再度説明した。
同年4月27日、安倍首相はブッシュ大統領との日米首脳会談後の記者発表で、「元慰安婦の方々に…申し訳ないという気持ちでいっぱいである」と述べた。

### 第2次安倍内閣
2015年12月28日の日韓外相会談では、日本政府として「当時の軍の関与のもとに多数の女性の名誉と尊厳を深く傷つけた問題であり、…責任を痛感している」とする旨が述べられ、また総理大臣として「おわびと反省の気持ち」を表明するとした。

#### 2015年日韓外相会談における合意
2015年、日本の安倍晋三首相と韓国の朴槿恵大統領は、安倍首相が改めてお詫びを表明し、日本政府が、元慰安婦の名誉と尊厳の回復と、心の傷の癒やしのための事業を行うために10億円の資金を拠出することで、慰安婦問題を「最終的かつ不可逆的」に解決することに合意した。
2017年に新しく韓国の大統領に就任した文在寅は、「この合意では慰安婦問題は解決されない」とし、合意に基づき両国が設立した「和解・癒やし財団」を解散させた。

### 菅内閣
2021年、菅内閣は、政府として「国際社会において、客観的事実に基づく正しい歴史認識が形成され、我が国の基本的立場や取組に対して正当な評価を受けるべく、これまで以上に対外発信を強化していく考えである」とした。

## 国会・野党の動き

### 戦時性的強制被害者問題の解決の促進に関する法律案
民主党の本岡昭次衆議院議員は、2000年11月1日、「旧陸海軍の関与の下に、女性に対して組織的かつ継続的な性的な行為の強制が行われ… そのような事実について謝罪の意を表し、…戦時性的強制被害者に係る問題の解決の促進を図」ることを目的とした戦時性的強制被害者問題の解決の促進に関する法律案を、議員立法として衆議院に提出した。以降、2001年と、2003年から2006年にかけては毎年、そして2008年に同様の法案が民主党、社民党、共産党議員から提出されている。2000年代から民主党などは、日本軍慰安婦（日本人女性のみ除外）を「戦時性的強制被害者」としている。

## 訴訟
韓国人、中国人などを中心に元日本軍慰安婦であると名乗り出た人々が強制的に慰安婦にされたとして日本国に対し謝罪と賠償を求める訴訟、及びそれに関する訴訟が日本、アメリカ合衆国、韓国、フィリピンなどで多数起こされて来た。しかし、時効・除斥期間の経過、大日本帝国憲法が定めていた「国家無答責の法理」（官吏が公権力の行使に当たる行為によって市民に損害を加えても国家は損害賠償責任を負わないとする）、「個人を国際法の主体と認めない」などの理由で全て敗訴している。
日本政策研究センターの岡田邦宏は、機関紙『明日への選択』で、1989年の吉田の著書の韓国出版と「ほぼ同時期」に「日本人女性がソウルで日本政府相手に朝鮮人への公式謝罪と補償要求の訴訟を起こしてほしいと韓国人原告の募集を始め」たとしている。

一方、日本においては慰安婦を強制的に連行したと報道を行ってきた朝日新聞（2014年に記事取消を行っている）に対して「ねじ曲げられた歴史を国際社会に拡散させた」、「日本人の尊厳を傷つけて国際社会における客観的評価を下げた。」として訴訟が行われている。

### 日本の裁判所での判決
- 1991年、アジア太平洋戦争韓国人犠牲者補償請求事件。2004年最高裁で敗訴。
- 1992年、釜山従軍慰安婦・女子勤労挺身隊公式謝罪等請求訴訟。2003年最高裁で敗訴。- この関釜裁判における一審判決（1998年4月27山口地裁下関支部）では、原告らが売春を強制されたことを事実認定し、国の立法義務、立法の不作為を認め、一人あたり30万円の支払いを命じた。しかし、控訴審（2001年3月29日、広島高裁）は一審判決を破棄し、立法行為への規制が司法判断になじまない事、該当事項に関する立法責任が明文化されていない事などを理由に原告側の請求を「全面棄却」。最高裁への上告（2003年3月25日）も棄却、原告敗訴が確定。この一審判決は現在唯一の原告の勝訴であるが、国際法学者の大久保昭は「法理論構成上きわめて無理の多い判決」と評している[80]。
- 1993年4月5日、在日韓国人元従軍慰安婦謝罪・補償請求事件。元慰安婦の在日韓国人宋神道が767億5893万7500円の支払い補償と謝罪を日本国に対して提訴した。2000年11月30日、東京地裁は請求棄却。この際、判決効力に関連のない傍論において、裁判長は旧日本軍の慰安婦に対する行為が国際法違反であるとの意見を述べた。この傍論をもってVAWW-NETジャパンは「国際法違反であると事実認定された」と解釈している。[要出典] 2003年3月28日、最高裁判所が上告棄却により原告敗訴確定。

### 韓国の裁判所での判決
- 1966年、大韓民国大法院は慰安婦として35歳までに得られるはずであった報酬に見合う損害賠償を求めた慰安婦の告訴を棄却[81]。

#### 韓国行政裁判所による判決 (2009)
その後、2009年8月14日、ソウル行政裁判所は「1965年に締結された日韓請求権並びに経済協力協定により日本政府から無償で支給された3億ドル（1965年当時のレートで1080億円）で徴用者への未払い賃金への対日請求が完結しており、大韓民国外交通商部としては「すでに補償は解決済み」とした。

#### 韓国外務省による再請求と韓国憲法裁判所判決 (2011)
しかし、大韓民国外交通商部は2010年3月15日に、慰安婦については「1965年の対日請求の対象外」として「日本政府の法的責任を追及し、誠意ある措置を取るよう促している」と発表。同年3月17日、日本政府は改めて「日韓請求権並びに経済協力協定により、両国間における請求権は、完全かつ最終的に解決されている」とする見解を発表した。
2011年8月10日、韓国の憲法裁判所が「韓国政府が元慰安婦の賠償請求に関する日韓間の協定解釈の相違をめぐる争いを解決しないことは憲法違反」と判決。9月15日、韓国外交通商省の趙世暎東北アジア局長は「慰安婦と被爆者の賠償請求権が請求権協定により消滅したのかどうかを話し合うため、日韓請求権・経済協力協定第3条により両国間協議を開催することを希望する」という口上書を日本側に提出、9月24日のニューヨークでの日韓外相会談、10月6日のソウルでの日韓外相会談でも同様の要求をおこなう。しかし10月19日のソウルでの日韓首脳会談では、慰安婦問題は議題にならなかった。2013年5月22日、この件に関して岸田外務大臣が国会で「具体的な協議等が行われたということは承知しておりません。」と答弁した。

### フィリピンの裁判所での判決
2010年4月28日、フィリピン最高裁は自国民の日本政府に対する謝罪要求について裁判所がフィリピン政府に意見することは出来ないとして請求棄却。また、日本との外交関係を混乱させ地域の安定を損なうとの外務省の判断があったと指摘した。原告の慰安婦たちは、当局に国際司法の場に持ち込むよう要求、また1951年の日本国との平和条約は無効とし、アジア女性基金から償い金を受け取り謝罪を受け入れたフィリピン政府を国際法違反と主張した。

## 日本弁護士連合会による活動
秦郁彦は、日本弁護士連合会（日弁連）が慰安婦問題に関して、1992年に戸塚悦朗弁護士に海外調査特別委員を委嘱したことについて、日弁連は戸塚を通じて海外のNGOと連携を深めることで日本政府に特別法を制定させる戦略をとっていたとしている。
1992年2月、戸塚弁護士はNGO国際教育開発(IED)代表として、朝鮮人強制連行問題と「従軍慰安婦」問題を国連人権委員会に提起し、日本政府に責任を取るよう求めるとともに国連に対応を要請した。
日弁連は1995年2月、「従軍慰安婦」問題について個人に対する国家補償を行う立法による解決を提言し、これを日本政府や国連女性の地位委員会、第4回世界女性会議などに提出した。

## NGO・市民団体

### 日本の運動家
「河野談話」発表に関わった当時、内閣官房副長官だった石原信雄は、国会議員との会合において、初期の段階では韓国政府が慰安婦問題をあおるということはなく、むしろこの問題をあまり問題にしたくないような雰囲気を感じたが、ある日本の弁護士が韓国で慰安婦問題を掘り起こして大きくし、それに呼応する形で国会で質問を行うという連携プレーのようなことがあり「韓国政府としてもそう言われちゃうと放っておけない」という状況があったと語っている。
国史教科書研究所所長である金柄憲（キム・ビョンホン）は、「慰安婦問題それ自体が日本人から出発したもの」で、韓国の歴史教科書は「子供たちに嘘を教え続け」ていると述べている。
日本国内では2010年頃より、在日特権を許さない市民の会や主権回復を目指す会などの「保守系住民団体」は、「日本軍の従軍慰安婦への謝罪と補償」を要求している団体と激しく対立している。

### 韓国の市民団体

#### 太平洋戦争犠牲者遺族会
太平洋戦争犠牲者遺族会の梁順任会長は、1991年8月11日に「女子挺身隊の名で戦場に連行され」と朝日新聞紙面で誤報記事を執筆した記者植村隆の義母でもある。

#### 韓国運動団体による和解拒否
日本政府が主導したアジア女性基金が償い金を給付すると発表し、1997年1月から韓国人、フィリピン人など計285名の元慰安婦に対し、一人当たり200万円の「償い金」を受給を開始した。韓国政府は当初は日本政府・アジア女性基金による償い金給付を歓迎した。しかし、韓国挺身隊問題対策協議会の反対を受けて、韓国政府もアジア女性基金からの給付を拒否する一方、日本からの償い金を受けとらないと誓約した元日本軍慰安婦には生活支援金を支給し、韓国政府認定日本軍慰安婦207人のうち、アジア女性基金から受給した元慰安婦や既に死去したものを除く142人に生活支援金の支給を実施した。
償い金給付に先立つ1996年10月、アジア女性基金に反対する「強制連行された日本軍『慰安婦』問題解決のための市民連帯」が韓国で結成され、独自の募金活動を行う。
1997年5月28日、同市民連帯は目標の約30億ウォン（約4億円）には及ばなかったが、日本の市民運動から9731万ウォン（約1500万円）、全体で5億5000万ウォンの募金が集まったとして、必要経費を除き、一人当たり約350万ウォン（約46万6000円）を元慰安婦151人に配布すると発表した。しかし、「日本からの一時金200万円と医療福祉事業としての300万円の計500万円を受け取った7人の元「慰安婦」に対しては配布しない」とした。さらに、他の運動関係者らが償い金を受け取った7人の慰安婦に対して「いくら受け取った?」「通帳を見せろ!」と脅迫したり、「日本からの汚れた金を受け取れば、本当の娼婦になる。7人は娼婦だ!」と中傷したり、韓国政府の生活援助金を7人に対し打ち切るように働きかけた。
挺対協の尹貞玉は「一部の人たちは、ハルモニたちが日本の募金を受け取ろうとするのをなぜ挺対協は邪魔するのかと言っているが、糖尿病にかかった夫が甘いものを食べようとすれば、涙をのんでもこれを止めさせるのが愛する妻のつとめである。ハルモニたちが、民族の自尊心と尊厳を日本に売り渡すことのないよう我々はハルモニたちを支えねばならない。」と弁明した。
こうした日本からの償い金を受け取った慰安婦に対する差別や嫌がらせなどの行動について、日本の支援団体「日本の戦後責任をハッキリさせる会」の臼杵敬子は、「あらゆる活動、行事から7人を疎外する韓国運動体の制裁は、被害当事者の人権を無視した行動で慰安婦被害者をさらなる被害者とするもの」として批判し、75歳前後の高齢の被害者に対し、深い人権的な配慮を持つべきで、当事者が選択する意思が尊重されるべきだと主張した。臼杵敬子は、アジア女性基金への考え方が違うとの理由から、挺対協が韓国政府に働き掛けて1997年に入国拒否指定させている。
またアジア女性基金の大沼保昭も、もともと多様であった被害者のなかにも「お金がほしい」という者も多数いたのであり、「そうした被害者の声が、過剰に倫理主義的な支援団体、NGO、メディアによってつくられた世論によって抑圧されていた」として、日本の歴代首相の謝罪手紙やアジア女性基金の償い事業に感謝した元慰安婦もおり、そのような被害者を「ありえない」と主張するのであれば「それは自分の被害者像を唯一の被害者像とする傲慢というもの」ではないかと批判した。

### 日本軍「慰安婦」問題解決のためのアジア連帯会議
フリージャーナリストの舘雅子は、1992年にソウルで開かれた『アジア連帯会議』は、松井やよりと福島瑞穂が仕切っていたと述べている。舘によると、元慰安婦の女性たちは会議の席上、事前に日本人と韓国人のスタッフから指導された通りに、自身の悲劇的な体験と語り、日本政府を非難した。台湾人の元慰安婦やタイの女性が異論を述べると、松井や福島が抑え込んだという。
なお、産経新聞の記事では、台湾女性やタイ人女性の発言を封じ込めた人物を、舘雅子は松井ではなく、高橋喜久江としている。
これに対し、「日本軍『慰安婦』問題解決全国行動」と｢第12回アジア連帯会議実行委員会｣は、訂正と取消の要求書を産経新聞社に送付した。産経新聞は写真と写真説明を取り消し、団体名を直す訂正記事を掲載したが、その他の点については、訂正を拒否した。（詳細は「日本軍「慰安婦」問題アジア連帯会議#批判」を参照）

### 女性国際戦犯法廷
2000年には、朝日新聞元編集委員の松井やよりが主催する「戦争と女性への暴力」日本ネットワークや韓国挺身隊問題対策協議会などの団体によって「女性国際戦犯法廷」という民衆法廷が開かれた。「法廷」では「昭和天皇および日本国は有罪」との「判決」が下され、取材をおこなった海外のメディアが「日本国が女性を強制連行して性奴隷にした」と報じたことで慰安婦問題は世界各国でも認識されるようになった。

## 教科書問題

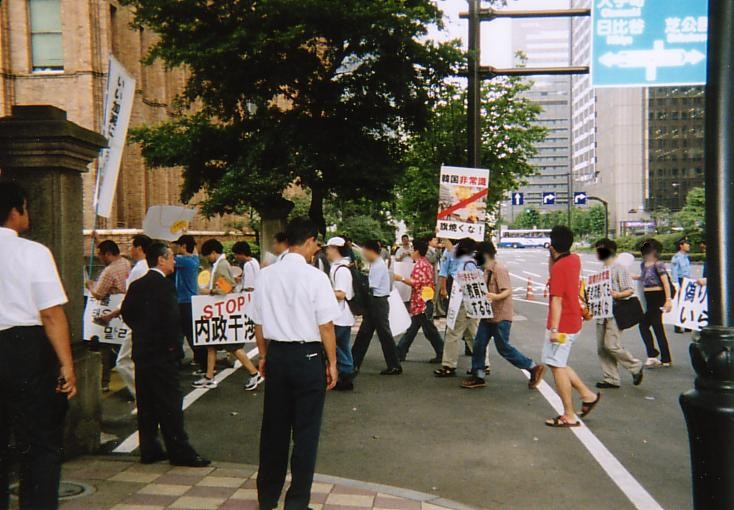
慰安婦を巡る教科書の記述が問題になった2001年、東京で行われた、内政干渉だとして韓国に抗議するデモ

1993年（平成5年）、韓国政府は日本政府に日本の教科書に慰安婦について記述するよう要求した（歴史教科書問題参照）。同年6月30日には、日本の高校日本史検定済み教科書7社9種類のすべてに、従軍慰安婦に関する記述が掲載されることが判明した。
中学生用の歴史教科書では、1997年には同年度用の7つの教科書全てに慰安婦に関する記載がされていた。
1996年、1997年度用中学校歴史教科書の検定を申請した7種の教科書が「慰安婦」に関する記載をしていることに反発し、藤岡信勝と西尾幹二などは1997年1月に「新しい歴史教科書をつくる会」（「つくる会」）を発足させた。「つくる会」は発足直後の1月に文部大臣と面会し、歴史教科書から「従軍慰安婦」の語を削除するよう求めている。
「つくる会」に反対する「子どもと教科書全国ネット21」は、「つくる会」の活動によって他の教科書から「慰安婦」に関する記述がなくなり、「強制連行」に関する記述も後退したとしている。

## 地方自治体による決議
2008年3月28日、兵庫県宝塚市議会は、「慰安婦」問題に対して日本政府が誠実な対応をするよう求める意見書を採択した。
2010年6月までに同様の決議は25の地方議会で採択、うち16件については民主党政権発足後に採択している。
同様の決議は、東京の清瀬市・三鷹市・小金井市・国分寺市・国立市、千葉船橋市、大阪箕面市・泉南市、京都京田辺市・長岡京市、奈良生駒市、ほか札幌市、福岡市・田川市が採択した。

## 韓国における日本軍慰安婦問題
自国にも慰安婦が存在したにもかかわらず日本のケースのみを韓国（韓国軍がベトナム戦争時に現地女性を多数強姦し、私生児を残したことが社会問題になった）や中国が殊更取り上げることについては、政治的なカードとして利用するプロパガンダであるとの主張もある。また日本に対する道徳的優位を誇示することで得られるナショナリズム的な「民族的快感」のために韓国は慰安婦問題を国際社会において利用しているとする見方もある。
韓国では複数の元セックスワーカーが、韓国政府とアメリカ政府が1960年代から1980年代にかけ、アメリカ軍基地周辺における違法な売春や性的な目的での人身売買に関与していたと主張しており、謝罪と賠償を求めている。ニューヨークタイムズの取材では、「彼女らはまた、自国の歴史に厳しい目を向けることなく日本から賠償を求めてきた歴代の韓国政府の偽善を非難している」としている。
2000年代以降も、挺対協や韓国政府主催の世界韓民族女性ネットワークは日本軍慰安婦への謝罪と賠償を求める活動を世界各地でおこなっており、日本からは民主党の岡崎トミ子議員が韓国でのデモに合流している。
2005年1月17日、韓国で日韓国交正常化交渉の関連資料が公開され、その中で、1964年5月2日に経済企画院長官が「民間人保有対日財産に対する補償措置」に関して「財産請求権の補償を前提に…個別的な補償を行わない」か否かを韓国外務部長官に問い合わせ、これに対し外務部長官は「日本と請求権問題を解決することになれば…個人請求権も含まれ解決される」と答えたことが明らかになった。これについて韓国政府は2005年8月、1965年に日韓で結ばれた協定で反人道的違法行為は解決されていないとの見解を示した。
2012年8月14日には李明博大統領によって天皇に謝罪を求める発言が行われた（李明博による天皇謝罪要求）。
2017年1月31日に韓国教育省が発表した国定歴史教科書最終版では、慰安婦が「集団虐殺」されたとする記述が新たに加わることになった。
2017年11月、8月14日を「日本軍慰安婦被害者追悼の日」として国家記念日に定め、翌年に忠清南道天安市で政府主催の式典を開催し、文在寅大統領、鄭鉉栢女性家族部長官らが参加した。

### 日韓基本条約「無効」論
- 日本政府は日韓基本条約および日韓請求権並びに経済協力協定で日韓の戦時中の補償問題は解決を見ているとの立場を一貫している。
- しかし、2009年1月27日、法改正推進国会の金映宣政務委員長は「日帝下日本軍慰安婦被害者に対する生活安定支援および記念事業等に関する法律」[134][135]改正案を国会に提出した際、日韓基本条約については無効と主張した[136]。2011年8月16日には、韓国で「日韓協定無効化のための国民行動」準備委員会が発足し、同団体は「日韓基本条約は無効」と主張し、韓国政府に日韓基本条約の破棄とその無効性を認めるよう働きかけるとしている[137]。

### 元日本軍慰安婦への支援（韓国）
61名にアジア女性基金から事業実施　1人当たり500万円
韓国では1991年の金学順の証言までは慰安婦について特別な支援は無く、会見当時の金学順自身も生活保護によって生活を支えていた。
1984年に元慰安婦の裵玉水（ペ・オクス）について、中央日報や女性誌「レディキョンヒャン」の記事となり、TBS報道特集でインタビューが放送されたが世論が動くことはなかった。
元慰安婦による日本政府への提訴以後、韓国政府は真相究明後に日本による補償を求めてきた。
1993年、政権交代した金泳三大統領は、（女性アジア基金による補償を拒否した上で）日本には物質的補償を要求せず韓国政府が行うと発言。
これまでの指針を変更し、日本側が真実を明らかにすることを重視する姿勢をしめし、生活支援金を支給することとした。

#### 韓国政府、生活支援金を支給へ
1993年3月29日、国内の慰安婦申告者135人に対して５万ウォンの生活保護基本金と、生活保護対象者に指定して毎月１５万ウォンの支援金を支給することを発表。
また海外在住の被害者にも毎月５万ウォン を支給する。

同年8月5日より支給が開始され対象者には支給金とともに医療保険と永久賃貸住宅入居が与えられた。

#### 韓国政府、日本の民間レベルの補償への協力を拒否
1996年、村山富市首相の主導で、政府と国民の協力による補償としてアジア女性基金の償い事業が開始された。
しかし韓国政府はその協力要請に対して「日本政府が国際法的責任を認める」ことを求め要請を拒否した。

#### 韓国政府、さらなる支援金支給へ 総額49億ウォン
金大中大統領は、現在生存している152人に対して、政府から1人あたり3千ウォン、民間募金から650万ウォンを支給するとした。
日本の民間団体による補償では、日本政府の道義的責任と謝罪要求が放棄されることにはならないと反発しての決定。

#### 韓国での日本軍慰安婦に対する生活安定支援と記念事業に関する法律
大韓民国では、「日帝下日本軍慰安婦被害者に対する生活安定支援および記念事業等に関する法律」（法律第9932号、2010年改正）に基づき、日本により強制動員され、「慰安婦」としての生活を強いられた被害者に対し、国家が人道主義の立場から保護・支援を行う。生活安定支援対象者になろうとする者は女性家族部長官に登録申請をし（第三条第一項）、国家は生計給与、医療給与、生活安定支援金の支給、看病人支援を行う（第四条第一項）。女性家族部に置かれた審議委員会が、生活安定支援対象者登録申請事項の事実の有無の認定などを行う（第六条第一項）。国家および地方自治団体は、①記念事業、②歴史的資料の収集、保存、管理、展示と調査、研究、③教育、広報および学芸活動、④国際交流および共同調査、の事業を行うことができる（第十一条第一項）。

#### 元慰安婦向け居住施設

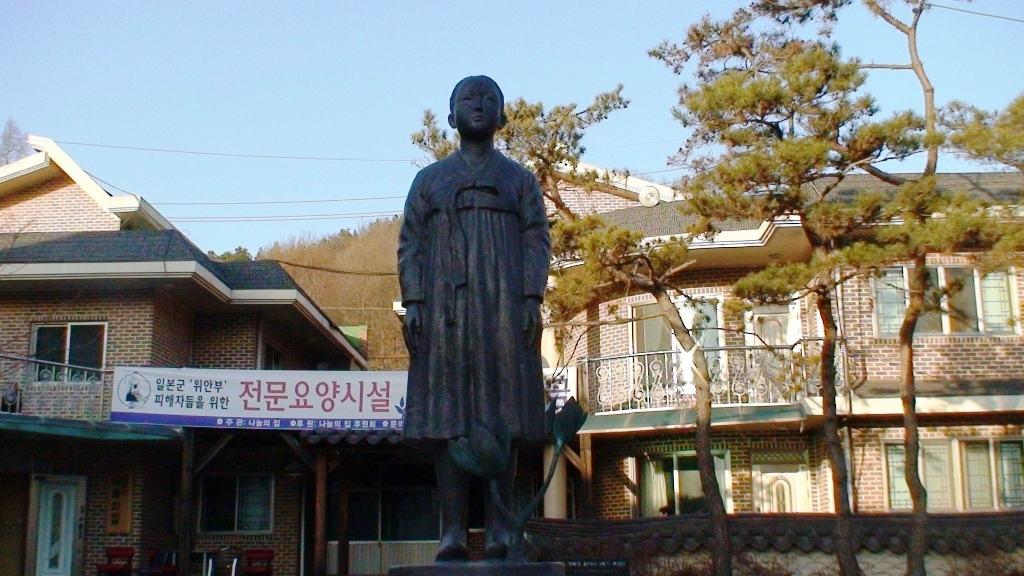
ナヌムの家

かつて日本軍の慰安婦であったとする韓国人女性数名と、韓国と日本の若者を中心としたボランティアスタッフが共同生活を送っている民間施設「ナヌムの家」が韓国 京畿道 広州市にある。ナヌムは朝鮮語で「分かち合い」、ナヌメチプで「分かち合いの家」の意。「被害の歴史を昇華させ、世界的な歴史と平和、人権の聖地にすること」を目的に掲げている。日本軍｢慰安婦｣歴史館が併設されており、韓国側の立場に基づく慰安婦の説明の他、日本による朝鮮半島の統治や太平洋戦争についても韓国側の歴史観を紹介している。

## 北朝鮮と日本軍慰安婦問題
コリア国際研究所所長の朴斗鎭は、従北政権と北朝鮮によるプロパガンダで韓日分断を目的としていると述べている。

## 国連における日本軍慰安婦問題
1992年2月25日、NGO 国際教育開発(IED)代表で弁護士の戸塚悦朗が国連人権委員会で日本軍慰安婦問題を取り扱うように要請したが、これが国連での初めての慰安婦問題提起であった。戸塚は、当時慰安婦問題に関する国際法上の検討がなされていなかったため、「日本帝国主義の性奴隷(sex slaves)と規定した」と述べている。

### 国連人権委員会
1993年、国連人権委員会の差別防止・少数者保護小委員会「武力紛争下の強姦、性奴隷制および類似慣行に関する特別報告者」の報告者であったリンダ・チャベスは準備文書で「性奴隷制度である」と明記した、これが1998年のマクドゥーガル報告書につながったとされる。ただし、リンダ・チャベスは報告書をまとめることなく1997年に辞任した。
韓国の運動団体や日本カトリック教団や日本弁護士連合会などの組織が、国連人権委員会に対して慰安婦問題の積極的なロビー活動を行った。1996年、国連人権委員会は「女性に対する暴力」の審議でラディカ・クマラスワミを特別報告者に任命し、その報告書が国連人権委員会に提出された（クマラスワミ報告書）。
1996年に国連人権委に報告されたクマラスワミ報告には日本軍慰安婦制度（公娼制度）を「軍用性奴隷制（Military Sexual Slavery）)」また「性奴隷制」と明記された。
1998年にマクドゥーガル報告書が提出された。
慰安婦問題を国連で扱うように活動してきた日弁連海外調査特別委員の戸塚悦朗弁護士は、国連小委員会による日本政府への勧告にはいたらなかったことを失望し、ロビー活動の不足を訴えた。のちに戸塚らの政治的活動は日弁連内部から目的外・職務外行為であるとして批判され、戸塚は1998年に解嘱された。
2004年8月10日、東京造形大学教授で国際人権活動日本委員会の前田朗は、ジュネーブで開かれた国連人権促進保護小委員会において20万人もののコリア、中国などの女性が日本軍の慰安婦としての性労働を強いられたうえに拷問や栄養不良などで殺害されたり、なかには爆撃下のたこつぼ（蛸壺壕）でレイプされた女性もいたとして大量虐殺的強姦という概念を提唱し、日本政府は何も聞こうともせず、いまだ何も行っていないと非難し、犯罪者である日本を処罰する権利と被害者の救済を要請した。

#### クマラスワミ報告
報告書の附属文書では慰安婦制度を国際法違反とし、日本政府に対して慰安婦に対する賠償を勧告している。
「吉田証言」や事実誤認が多いとされるジョージ・ヒックスの著作を典拠としており、荒井信一や吉見義明、秦郁彦らの歴史学者によって批判されている。

#### マクドゥーガル報告書
序論において「日本政府と日本帝国軍は20万以上のアジア女性を強制的にアジア各地のレイプセンターの性奴隷とした」「連日の虐待を生き延びた女性はわずか25%にすぎないと言われる」とする。こうした数字について、アジア女性基金は、信憑性がないとしている。
カトリック教会の枢機卿白柳誠一は、報告書を受け、日本政府に謝罪と補償を求めるとともに「応じよ!国連勧告」100万人署名運動を呼びかけた。
日本政府は、マクドゥーガル報告書はゲイ・マクドゥーガルの個人報告書にすぎず、受け入れられないと回答した。

## 米国における日本軍慰安婦問題

### 対日非難決議

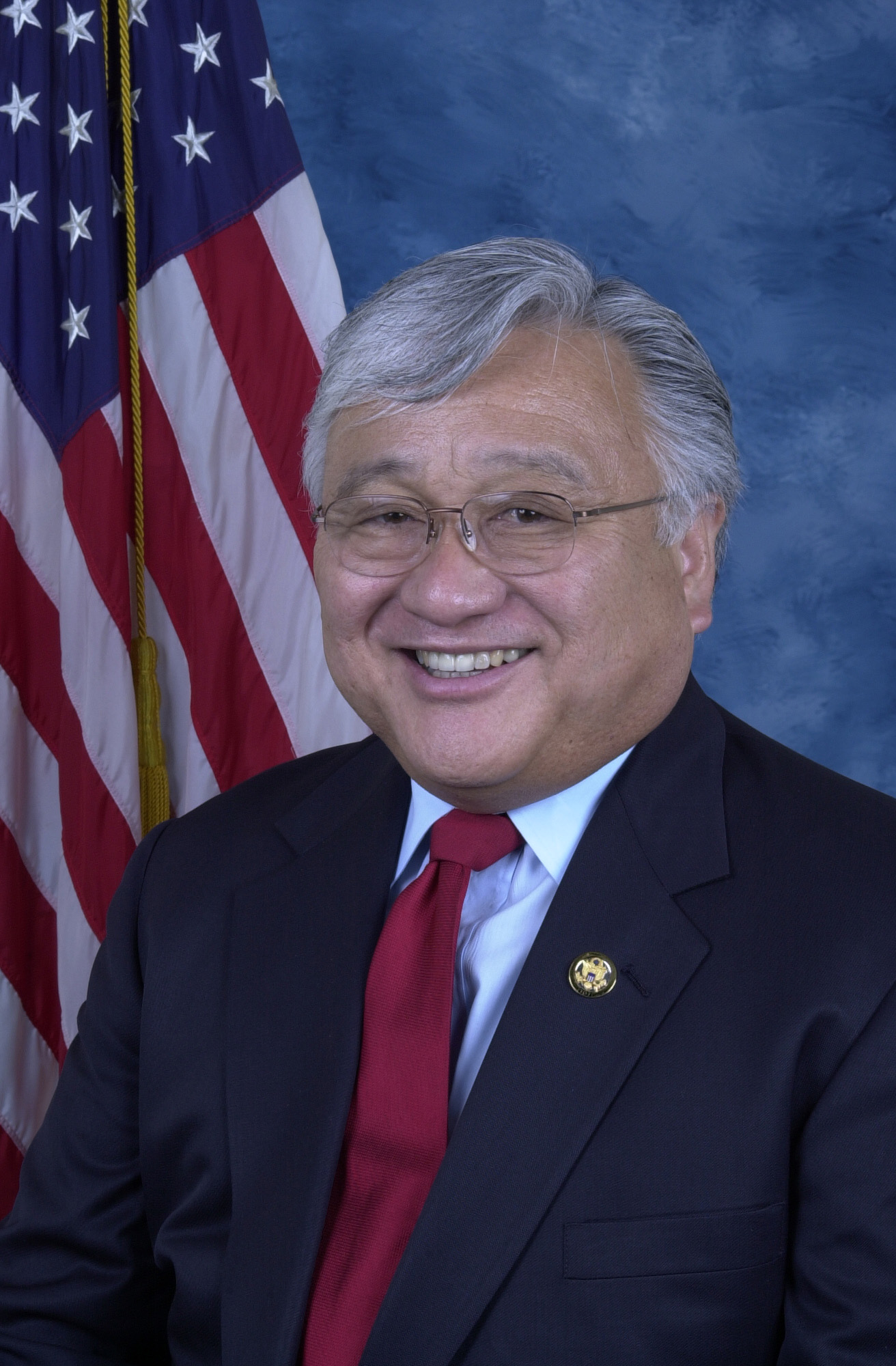
マイク・ホンダ下院議員

1999年、マイク・ホンダ下院議員が、第二次世界大戦時の戦争犯罪について日本政府が公式謝罪と賠償を求める決議を提案、カリフォルニア州議会は採択した。ホンダ議員が提案した「日本の戦争犯罪」とは、強制労働と多数の捕虜抑留者の死、多数の中国人の死傷者を出したとされる南京事件、慰安婦の強要を指す。

### 慰安婦訴訟
2000年9月18日、第二次世界大戦中に日本軍に慰安婦にさせられたとする在米中国人や韓国、フィリピン、台湾人女性ら計15人が、日本政府を相手取って損害賠償請求の集団訴訟をワシントン連邦地方裁判所で起こした。
原告のなかにはアメリカ市民でないものも多かったが外国人不法行為請求権法に依拠した。アメリカに限らず国際民事訴訟においては外国主権国家に対して主権免除の原則があり、外国の国家を裁くことはできないが、アメリカ法の外国主権者免責法 (Foreign Sovereign Immunities Act; FSIA)では国家の商業行為は例外とされており、元慰安婦ら原告側は「日本軍慰安婦制度には商業的要素もあった」として訴えをおこした。日本政府は「日本国との平和条約（サンフランシスコ講和条約）での国家間の合意で解決ずみ」としてワシントン地裁に訴えの却下を求めた。

### 米最高裁判決
2003年1月15日にカリフォルニア州高裁は、1999年に施行された戦時中の強制労働への賠償請求を認めたカリフォルニア州法は合憲とした。
しかし、1月21日にサンフランシスコ連邦高裁は
としてカリフォルニア州法のヘイデン法を憲法違反と司法判断し、日本企業への集団訴訟28件をすべて却下した。
慰安婦訴訟についてワシントンD.C.巡回区控訴裁判所（高裁）が主権免除の商業活動例外は法の不遡及によって適用されないとして2003年6月27日に一審判決を支持し棄却。2003年10月6日、米国連邦最高裁判所は上告棄却。2004年6月14日、米国連邦最高裁判所はワシントン高裁へ差し戻す、2005年6月28日、ワシントン高裁は平和条約と請求権については司法府に審査権が付与されない政治的問題として一審判決を再び支持した。原告側は最高裁へ再審請求し、2006年2月21日にアメリカ合衆国最高裁判所は、却下の最終司法判断を下した。このアメリカ最高裁の判決によって米国の司法当局および裁判所が日本軍慰安婦案件については米国で裁くことはできなくなり、また米国で訴訟を起こすこともできなくなった。これらの集団訴訟に際してアメリカ合衆国政府・国務省・司法省は一貫して「サンフランシスコ平和条約で解決済み」との日本政府と同じ立場を明言している。ただし、立法府（議会）はこの限りではないため、その後も下院などで非難決議が出されていく。

### 米国下院121号決議
2007年7月30日、旧日本軍の慰安婦制度を人身売買による性奴隷であるとしたアメリカ合衆国下院121号決議が、米下院本会議でナンシー・ペロシ下院議長のもと可決した。下院121号決議では日本軍慰安婦制度を「かつてないほどの残酷さと規模であった20世紀最大の人身売買の1つ」とし、「性奴隷にされた慰安婦とされる女性達への公式な謝罪、歴史的責任、あらゆる異論に対する明確な論破及び将来の世代にわたっての教育をすることを日本政府に要求する」と明記された。日本政府は反論も抗議もせずに、安倍首相も「残念だ」とコメントするにとどまった。
米下院外交委員会は、2009年の9月にも対日謝罪要求決議を国連でも採択するよう働きかけている。
米国での採択を受けて挺対協は対日謝罪要求決議が各国でもなされるよう運動し、民団機関誌「民団新聞」も8月29日記事で日本への謝罪要求決議がアメリカに続けて世界各国で決議されるように活動することを呼びかけた。2007年9月20日にオーストラリア上院、11月20日にオランダ下院、11月28日にカナダ下院で対日謝罪決議が採択された。

#### 決議案提出
2007年1月末にアメリカ民主党のマイク・ホンダ 下院議員らが慰安婦問題に関する日本への謝罪要求決議案を提出した。過去にも同種の決議案は提出されていたが、いずれも廃案になっていた。2月15日の下院公聴会で、李容洙、金君子、ジャン・ラフ・オハーンの3人の元慰安婦が証言。2007年2月25日フジテレビ放送の『報道2001』でホンダ議員は「反日決議案ではなく和解を意識したもの」と述べた。

#### 安倍発言
安倍晋三首相は2006年の組閣後、「旧日本軍の強制性を裏付ける証言は存在していない」とし、米国下院の対日決議案は「客観的事実に基づいていない」と発言した。安倍発言は国内外で大きな波紋を呼び、2007年の4月に初訪米した安倍首相は、「私の真意が正しく伝わっていない」、慰安婦が当時苦しい状況にあったことには「心から同情する」と述べた。

#### 在米韓国人のロビー活動と政治資金提供
121号決議は、全米各地に決議案採択のための汎対策委員会を設立した韓国系アメリカ人による議員らへのロビー活動の結果だったと言われる。
マイク・ホンダは、2009年に韓国の江原道知事の招待で訪韓し、江原大学から名誉博士号を受け、韓国の外務省からも対日行動について感謝の意を伝えられた。

### 韓国系・中国系住民によるロビー活動

#### 在外中国人団体・世界抗日戦争史実維護連合会のロビー活動
ホンダは、在米中国人団体、世界抗日戦争史実維護連合会からも政治資金の提供を受けていたが、中西輝政は、同団体が慰安婦問題や南京事件・靖国神社問題などで日本の戦争責任を繰り返し、日本の孤立化と弱体化をめざしているとしている。同団体と中国政府の連携も指摘され、カナダでも抗日連合会支部が活動し、対日謝罪決議が採択された（後述）。
2007年12月13日に欧州議会でも対日謝罪決議が採択された。翌2008年3月11日にフィリピン下院外交委、10月27日に韓国の国会が謝罪と賠償、歴史教科書記載などを求める決議採択、11月11日に台湾の立法院（国会）が日本政府による公式謝罪と被害者への賠償を求める決議案を全会一致で採択するなど、サンフランシスコ講和条約締結国を多く含む国々から、同様の決議が次々に出された。

### 州議会
2013年1月16日、ニューヨーク州議会でトニー・アベラ上院議員らが「日本軍慰安婦は人道に対する罪で20世紀最大の人身売買」と断定し、日本に謝罪を求める決議案を提出、2013年1月29日に上院で採択された。

## カナダにおける日本軍慰安婦問題

### 世界抗日戦争史実維護連合会カナダ支部のロビー活動
カナダの決議案では「日本政府は日本軍のための『慰安婦』の性的な奴隷化や人身売買は実在しなかったとするような主張は明確かつ公的に否定していくこと」と明記された。カナダで対日謝罪決議を推進したのは野党の新民主党の中国系女性議員オリビア・チョウ（鄒至蕙）で、またカナダには世界抗日戦争史実維護連合会の支部カナダALPHA（第二次世界大戦アジア史保存カナダ連合）がロビー活動を持続的に行なっており2005年にはカナダの教科書に南京事件がユダヤのホロコーストに並んで記載され、この対日決議案も推進した。カナダでの決議採択は2007年3月27日に国際人権小委員会で賛成4票、反対3票で可決、次にカナダ下院外交委員会で5月10日に審議されたがカナダ保守党議員らが「日本への内政干渉だ」「日本はすでに謝罪している」と反対、再調査として差し戻された。以降、カナダALPHAの活動は過激化し、カナダ全土の中国系住民をはじめ韓国系・日系住民を動員し、トロントALPHA、ブリティッシュコロンビアALPHAなどの組織を編成、セミナーやロビー活動を展開した。

## 慰安婦像・慰安婦の碑

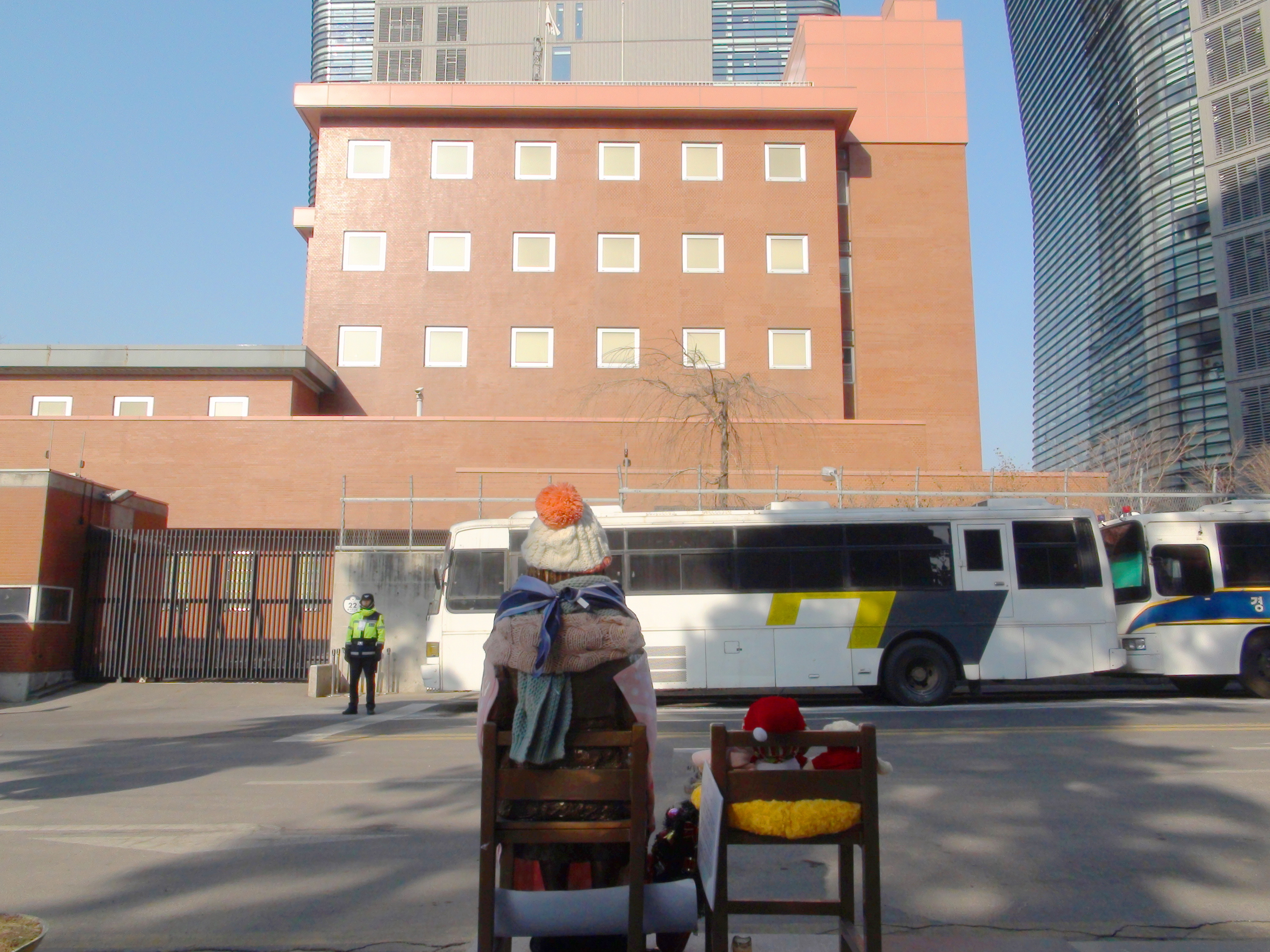
ソウルの日本大使館前に設置された慰安婦像。正面の建物が日本大使館。

2011年、韓国挺身隊問題対策協議会がソウルの日本大使館前の歩道に慰安婦像を違法に設置し、その後、韓国内に計50箇所以上設置された。
2015年の慰安婦問題日韓合意後も、日本大使館前の慰安婦像は撤去されることはなく、翌年釜山の日本総領事館前にも合意に反対する市民団体や大学生などによって慰安婦像が設置された。2017年、日本政府は像の設置は日韓合意に違反しているとして、長嶺安政駐韓大使などを一時帰国させる措置をとった。
旧日本軍慰慰安婦に関する石碑や像が、韓国、中国、台湾、日本、フィリピンに設置された他、アメリカ、カナダ、オーストラリア、ドイツでは、韓国韓国系や中国系住民が多い地域を中心に設置されている。ソウルの日本大使館前や釜山の日本総領事館前の慰安婦像は、日韓の外交問題に発展している。

## その他の近年の動向
2013年5月13日に橋下徹大阪市長が「歴史をひもといたら、いろんな戦争で、勝った側が負けた側をレイプするだのなんだのっていうのは、山ほどある。そういうのを抑えていくためには、一定の慰安婦みたいな制度が必要だったのも厳然たる事実だ」などと慰安婦問題について発言し、日本、韓国、アメリカなどで話題になった(橋下徹#慰安婦問題について参照)
2015年12月28日の日本と韓国の合意について、12月29日に台湾の外交部長が記者会見し、台湾とも協議に応じるよう日本に要求した。

## 論争

### 慰安婦の強制連行をめぐる論争
1990年、韓国の市民団体が、太平洋戦争中に朝鮮の女性が日本政府により慰安婦として徴用（強制連行）されたとして日本政府に真相解明を求める声を上げた。この問題は日本の国会でも取り上げられたが、日本政府は慰安婦は徴用の対象ではなかったとして、これを否定した
。以後、「慰安婦の強制連行」の有無を巡って論争になっている。

#### 吉田清治（吉田証言）
陸軍省の決定で慰安婦の強制連行が行われたと証言した人物。80年代に実行責任者の一人として名乗り出たが、後に歴史学者らにその証言を否定された
:27。

### 「従軍慰安婦」の語をめぐる論争
「従軍慰安婦」という言葉は戦時には存在しておらず、1963年に出版された『現代中国文学選集 第8巻』中の茅盾「香港陥落」（小野忍・丸山昇訳）に現れたのが確認できる最も古い例である。茅盾の原文では「隨軍娼妓」となっているため、小野か丸山による造語と考えられる。大衆雑誌では1971年8月23日号『週刊実話』の記事「"性戦"で"聖戦"のイケニエ、従軍慰安婦」で使用されている が、書名に用いたのは千田夏光の『従軍慰安婦』（1973年）が最初である。その後、慰安婦問題が政治問題となってこの呼称は広く知られた。
“従軍”という言葉は「軍隊につき従ってともに戦地へ行くこと」を意味するが、教育学者の藤岡信勝は「『従軍』という言葉は、軍属という正式な身分を示す言葉であり、軍から給与を支給されていた」から、従軍看護婦、従軍記者、従軍僧などと異なる慰安婦に使う用語ではないと主張した。また、国学院大学名誉教授の大原康男も、「従軍」は「従軍看護婦」などのように軍と公的な関係を持つ人々に関わる冠辞である。慰安婦ような実体を有しない人々を指す「従軍慰安婦」なる呼称は、戦後のある時期から使われ始めた通俗的な用語であるから、公文書で用いたり学術用語として使用したりすることなど極力避けるべきであると主張している。一方、千田夏光は「従軍とは軍隊に従って戦地に行くことであり、それ以上の意味もそれ以下の意味もない」と主張 した。その理由について従軍看護婦の主力は「日本赤十字社救護看護婦」で、給与は日本赤十字社から出されていたことや、戦後の軍人恩給の支給において一部の婦長を除き軍属ではないとして恩給対象から外されたことなどを挙げている。
他方、慰安婦問題を追及する女性団体のなかにも「従軍という言葉は自発的なニュアンスを感じさせる」という批判があり、韓国挺身隊問題対策協議会のように「従軍慰安婦という言葉は正しい表現ではない」とし「日本軍慰安婦」と呼んでいるケースもある。
2021年4月、日本政府は、朝日新聞が2014年に｢『主として朝鮮人女性を挺身隊の名で強制連行した』という表現は誤り」であって、「吉田清治氏の証言は虚偽だと判断した」こと等を発表したことを、当該報道に係る事実関係の誤りを認めたものと承知したとして、「『従軍慰安婦』という用語を用いることは誤解を招く恐れがある、単に『慰安婦』という用語を用いることが適切である」とする答弁書を決定した。
しかし、2021年9月21日の産経新聞は朝刊一面で、検定修正後の中学歴史教科書において従軍慰安婦の呼称が、政府が河野談話を破棄していないことを根拠に「いわゆる従軍慰安婦」として使用を続けるものが存在することを報道した。
2021年の菅内閣の国会答弁によれば、日本政府の調査では、当時の公文書などでは「従軍慰安婦」という言葉は用いられていない。河野談話については、談話発表当時「従軍慰安婦」という用語が広く社会一般に用いられている状況にあったことから、「いわゆる従軍慰安婦」という表現になったものであり、日本政府としては、誤解を招くので「従軍慰安婦」などの表現は用いていない。

### 軍の関与
中央大学教授吉見義明は、日本軍の慰安所に日本軍が関与したとしている（詳細は「吉見義明#慰安婦問題に関する主張」参照）秦郁彦は、軍の関与については当初から研究者の間でも異論はなく、軍が関与していないと思う人の方が珍しかったろうとしている。
- 1992年（平成4年）7月6日、加藤紘一内閣官房長官が「朝鮮半島出身者のいわゆる従軍慰安婦問題に関する加藤内閣官房長官発表」を行い、慰安所の設置などに関して当時「政府の関与があったことが認められた」と発表した[221]。

### 慰安婦の人数をめぐる諸説
慰安婦の総数が把握できる正確な資料が発見されていないため、軍人の総数・公娼の人数などから複数の研究者により推論されている。その数は2万～40万人と幅広く、中でも20万人説が広く流布されているが、この20万人説については根拠がないとの反論も多い。
千田夏光が1973年に発表した著書『従軍慰安婦』の中で、「挺身隊」という名のもとに慰安婦が集められたとし、総計20万人の挺身隊のうち5～7万人が慰安婦にされたとしている。これは1970年8月14日付けソウル新聞の「挺身隊に動員された韓・日の2つの国の女性は全部でおよそ20万人。そのうち韓国女性は5〜7万人と推算されている」と書かれた記事の誤読ではないかとされている。

#### 20万人説
1969年、韓国の日刊紙が以下のように報じる
1970年8月14日付けソウル新聞
1973年に千田夏光が発表した著書『従軍慰安婦』（“声なき女”八万人の告発）のp.106には、ソウル新聞と同じ数字が挙げられ、挺身隊の名の下５～７万人が慰安婦にされたとしている。
- この根拠を調べた在日朝鮮人運動史研究者の金英達（キム・ヨンダル）によると、上記1970年8月14日付けソウル新聞の記事を千田夏光が誤読して典拠したとしている。
- また歴史学者でアジア女性基金運営審議委員の高崎宗司は、このソウル新聞記事における「5〜7万」の推算の根拠は不明であり、官斡旋による強制性のない朝鮮半島からの女子挺身隊は多く見積もっても4000人ほどと主張している。

1984年に元東亜日報編集局長の宋建鎬（ソン・ゴンホ）が発表した『日帝支配下の韓国現代史』（風濤社刊）では、以下のように述べている（1969年の報道記録からと見られるという）。これは千田夏光の『従軍慰安婦』と同じ内容である。
- このような朝鮮人慰安婦を「20万」強制連行したという言説について、韓国の経済史学者の李栄薫 ソウル大学教授は、「韓国の学者や北朝鮮の代表などが日本の収奪像を過度に誇張している」と批判しており、これらの韓国・北朝鮮両政府の公式見解について、1940年当時の16歳から21歳の朝鮮女性は125万人であり、これらの数値は正しくないと述べている。

1993年、上記数字との関連は不明だが「挺身隊研究会」会長の鄭鎮星 （チョン・ジンソン）ソウル大学教授は「8万人から20万人と推定される慰安婦のうち、絶対多数を占めると思われている朝鮮人慰安婦」としている。
この慰安婦20万という数字は、アメリカの慰安婦像の碑文・慰安婦の碑にも刻まれている（慰安婦の碑参照）。

#### 推考資料
- 外地の日本軍・軍属の総数は、満州（40 - 66万人）を別として、太平洋 - ビルマ（現：ミャンマー）に展開した時期で140 - 150万人、「大陸打通作戦」の末期においては280万人程度とされている[230]。
- 当時の朝鮮半島の総人口は約2500万人前後[231]で、20歳前後の女性は約280万人とも推算される[232]。
- 内地の公娼は、第二次上海事変以前の1937年の21万をピークに太平洋戦争初期の1942年には14.5万人に減少するのに対し、中国本土の日本人娼婦は1935年よりも1940年時点では約1.2万人増加している[233][234][235]。朝鮮での公娼の総数は1930年代から1942年までは日本人を含めて約1万人である[236]。
- 慰安婦の総数の計算法には、日本軍総数を母数とした慰安婦数の推算方法があり、交代率なども考慮されるが、いずれも各研究者によって異なる[237]。アジア女性基金は、慰安婦の総数について、日本軍の兵員総数を慰安婦一人あたり兵員数で除した上で交代率、帰還による入れ替りの度合いを考慮に入れるという手法で行われた各研究者の推算を、以下のように公表している[238]。

| 研究者名 | 発表年 | 兵総数  | パラメーター | 交代率 | 慰安婦数  |
| -------- | ------ | ------- | ------------ | ------ | --------- |
| 秦郁彦   | 1993   | 300万人 | 兵50人に1人  | 1.5    | 9万人     |
| 吉見義明 | 1995   | 300万人 | 兵100人に1人 | 1.5    | 4万5000人 |
| 吉見義明 | 1995   | 300万人 | 兵30人に1人  | 2      | 20万人    |
| 蘇智良   | 1999   | 300万人 | 兵30人に1人  | 3.5    | 36万人    |
| 蘇智良   | 1999   | 300万人 | 兵30人に1人  | 4      | 41万人    |
| 秦郁彦   | 1999   | 250万人 | 兵150人に1人 | 1.5    | 2万人     |

日本大学教授秦郁彦は、その正確な内訳を把握することは困難であるとしている。秦は、『昭和史の謎を追う』（1993年）においては日本人慰安婦と朝鮮人慰安婦では3対7ないし2対8の比率で朝鮮人慰安婦が多く、慰安婦の主力は若い朝鮮人女性であったとしたが、『慰安婦と戦場の性』（1999年）においては日本国内の遊廓などから応募した者が40%程度、現地で応募した者が30%、朝鮮人が20%、中国人が10%程度として、慰安婦の出身者は日本人が最も多かったろうと見解を改めた。

#### 日本における諸説
- 日本政府・アジア女性基金調査では、慰安所および慰安婦が存在したことは認められるものの、慰安婦の総数は不明とした[237][241]。

- 初期ウーマン・リブの運動家田中美津は1970年の著作で「従軍慰安婦」の「大部分は朝鮮人であった」、「貞女と慰安婦は私有財産制下に於ける性否定社会の両極に位置した女であり、対になって侵略を支えてきた」と記述している[242][243]。

- 1976年には金一勉『天皇の軍隊と朝鮮人慰安婦』が出版され、その中で慰安婦の総数を20万人とした。

- 日本大学教授秦郁彦は慰安婦総数を当初9万人としていたが、1999年計算を修正し約2万人と推定している[237][注釈 3][245][246]。

- 中央大学教授吉見義明は、総数を4万5000人～20万人と推算（1995年）[237]。

- 民主党は、8 - 20万人としている[79]。

#### 韓国における諸説
- 韓国政府は資料不足のため慰安婦にされた女性の数は正確には分からないとしているが、最小3万人最大40万人の学説があると述べている[247]。

- 元『東亜日報』編集局長の宋建鎬（ソン・ゴンホ）は1984年、著書『日帝支配下の韓国現代史』で、挺身隊として動員された女性は20万人であり、そのうち5万人から7万人が朝鮮人であったとしている。

- 1993年に「挺身隊研究会」会長の鄭鎮星（チョン・ジンソン）ソウル大学教授は「8万人から20万人と推定される慰安婦のうち、絶対多数を占めると思われている朝鮮人慰安婦」とした[248]。

- 2009年 中央日報は、歴史学者たちによると20万人以上としている[249]。

##### 国定教科書における記載
韓国国定教科書では朝鮮女性数十万人を慰安婦にし、650万人を強制連行したと記載しているが、学術的な根拠は不明。李榮薫 ソウル大学教授は、1937年に日本軍首脳は兵士150人につき1名の慰安婦を充当せよという指令を出したとしている。

##### 韓国政府による認定者
2004年までに韓国政府 女性家族部認定の元日本軍慰安婦は、既に死去した人を合わせて計207人、2005年には計215人で内88人が死亡したとし、2009年と2011年には合計234人としている。
- 2015年12月現在、計238人。内、生存者は46人。平均年齢は89,2歳[255]（終戦当時19歳）。

#### 北朝鮮の見解
北朝鮮は2005年4月に国連代表部金永好書記官がジュネーヴ 国連人権委員会で、朝鮮人慰安婦の総数は20万人、強制連行された人数は840万人だと主張している。

#### 中国における諸説
上海師範大学「中国慰安婦問題研究中心」所長の蘇智良は1999年、荒舩清十郎発言（14万2000人説）に依拠し、慰安婦総数は36万から41万で、このうち中国人慰安婦は20万と推算。日本政府・アジア女性基金はこの推算について、根拠が荒船発言という個人の見解に基づくものであり、誤導された推論として批判している。
なお、蘇智良は1996年の計算では中国天津慰安所研究により、慰安婦総数を40万人、朝鮮人慰安婦20万人、中国人と日本人の慰安婦が各10万ずつとしていた。

#### アメリカ合衆国における記述
- ニューヨーク・タイムズ記者ノリミツ・オオニシは名前は明らかにしないが日本人歴史学者達によると日本軍慰安婦は最大20万人であるとしている[258]。慰安婦のほとんどが家庭から拉致され最前線に連行された10代の朝鮮女性であるとしており、アメリカ軍の場合とはこの点で大きく異なるものであるとしている[259]。
- アメリカ合衆国の歴史教科書『Tradition & Encounters:A Global Perspective on the Past』では、最大で30万人もの14-20歳の女性たちを強制的に徴集して性行為を強要したとしている[260]。さらに、「日本軍は慰安婦たちを天皇の贈り物と言いながら兵士などに提供した。慰安婦たちは韓国と台湾、満洲、フィリピンなど東南アジア各国から連れてこられ、80%が韓国出身であった。逃げようとしたり性病にかかると日本兵などによって殺され、戦争が終わるころには兵士などが隠蔽するために慰安婦たちを大挙虐殺した。」などとしている[260]。この歴史教科書は2003年より数千校で100万人以上の学生に使用されている[260]。
- 韓国系米国人の運動により全米に建立された慰安婦の碑の多くには慰安婦の数を20万人以上と記している。

#### 国連人権委員会の報告書
国連人権委員会に採択されたマクドゥーガル報告書では慰安婦の総数を20万人以上としている。
数値の根拠には、1965年11月20日に自民党議員荒舩清十郎が選挙区の集会（秩父郡市軍恩連盟招待会）で発言した「朝鮮の慰安婦が14万2000人死んでいる」を引用しているが（マグドゥーガル報告書では「14万5000人の朝鮮人性奴隷が死んだという日本の自民党国会議員荒舩清十郎の1975年の声明」として誤った数字を記載している）、アジア女性基金はこの慰安婦の数値は荒船議員が勝手にならべたものであり、これが根拠とされることは遺憾だとしている。（詳しくはマクドゥーガル報告書を参照）

#### その他
- 1967年、韓国で出版された文定昌『軍国日本朝鮮強占三六年史・下』（柏文堂）には、「1933年ごろからは花柳界の朝鮮人・日本人女性たちを慰安婦という名称で満州から北支方面に出動させたが、その数は世間では20万人と言われ、41年ごろからは良家の乙女たちを奪って女子挺身隊という名で、どこかへと連行し始めた」という記述があり、根拠不明の慰安婦20万人という数字が初めて現れる。
- 1972年、『現代の眼』4月号に掲載された作家金一勉の「荒船暴言は未見の『震災大虐殺』を呼んでいる」と題した記事で、慰安婦について「戦争中、朝鮮各地から十六歲〜十九歳の娘ばかりを強制的に集めて『特志看護婦』にするとだまして、戦地へ送り込み、いきなり『軍隊女郎』に仕立てたものである。その数は『推定二十万人』といわれる」としている。金は1976年の著書『天皇の軍隊と朝鮮人慰安婦』でもこれを繰り返した。歴史学者の吉見義明や韓国挺身隊問題対策協議会共同代表の尹貞玉などがこれを典拠に20万人説を唱えた。
- 1973年、作家千田夏光は、挺身隊という名のもとに総計20万人（韓国側の推計）の朝鮮人が集められ、うち5万人～7万人が慰安婦にされたとしている。（詳細は「千田夏光#朝鮮人慰安婦強制連行「20万」説」を参照）
- 『マンガ嫌韓流』の著者山野車輪等は、総数を4000人程度としている。

### 民族別内訳をめぐる諸説
慰安婦の民族別内訳は、日本政府の調査においては、慰安婦には日本人、朝鮮人、台湾人、中国人、フィリピン人、インドネシア人、オランダ人がいた。朝鮮人慰安婦は多かったが日本人慰安婦も多く、朝鮮人慰安婦が絶対的多数を占めるにはいたっていないとしている。

### 慰安婦の年齢をめぐる諸説
「挺身隊」と「慰安婦」の混同、および「少女・処女」が「強制連行」されたとする認識は韓国（および日本での慰安婦問題活動家）の間では1990年代になっても存続し、1992年1月の宮澤首相の訪韓時に韓国の新聞は「小学生までが挺身隊にされ、慰安婦にされた」と、あたかも女子小学生が慰安婦にされたかのような報道を繰り返した。「小学生や乳飲み子の母親までを連行して性の玩具にした」というイメージは韓国社会のなかで繰り返しテレビドラマなどで伝えられ現在にいたっていると、西岡力は述べている（詳細は「慰安婦の強制連行#韓国における議論」を参照）。
東亜日報は1992年1月14日に「挺身隊、小学生まで引っ張っていった」、朝鮮日報は同1月15日に「日本、小学生も挺身隊に徴発」との見だしで報道した。東亜日報は15日の社説「十二歳の挺身隊員」で、「天と人とが共に憤怒する日帝の蛮行」「十二歳の小学生まで動員、戦場で性的玩具にして踏みにじったという報道に再び沸き上がってくる憤怒を抑えがたい」と報じた。
現代朝鮮研究者の西岡力の調査によれば、1992年1月14日に報道された「小学生挺身隊」についての記事を初めて執筆したのは聯合通信の金溶洙（キム・ヨンス 김용수(朝鮮日報　人物検索)）記者であった。西岡が実際に12歳の少女が慰安婦になったことは事実ではないのに、なぜ報道したのかと質問したところ、金記者は、富山県に動員された6人の児童が慰安所でなく工場に動員されたことは事実であるとして
と弁解した。この金溶洙記者による弁解で「小学生慰安婦」の存在が証明されたわけではないことが明らかになり、またその後、当時挺身隊だった女性が名乗りでて、新聞報道が誤報であったことが判明する。しかし、その後も「小学生慰安婦」について報道した新聞やテレビは報道を修正することはなく、「小学生や乳飲み子の母親までを連行して性の玩具にした」というイメージは韓国社会のなかで繰り返しテレビドラマなどで伝えられて、現在にいたっている。慰安婦活動家においてもそのような認識が変更されることはなく、2012年には米国などでの慰安婦（成人女性）像設置運動に続いて「少女」像の建設運動が進められている。

### 慰安婦を「性奴隷」と呼称する事についての賛否
慰安婦を「性奴隷」と呼称すべきだという意見と、これに反対する意見がある。元慰安婦の中には、性奴隷と呼ばれることに不快感を示す者もいる。

#### 戸塚悦朗と日弁連
慰安婦を「性奴隷」と表現する潮流ついては、日本弁護士連合会および日弁連海外調査特別委員の戸塚悦朗弁護士を中心にしたロビー活動の結果、国連で浸透していったことが明らかになっており、日弁連も公式サイトでその旨を明記している。以降、1996年のクマラスワミ報告、1998年のマクドゥーガル報告書でも「性奴隷」と明記された。
戸塚悦朗は、国連人権委員会に慰安婦問題を取り上げさせるにあたり、当時慰安婦問題に関する国際法上の検討がなされていなかったため、「日本帝国主義の性奴隷(sex slaves)と規定した」と自分が「性奴隷」という言葉を発案したとしている。当初、国連では「性奴隷」という呼称は受入れられなかったが、戸塚は人権委員会の下位にある差別防止少数者保護小委員会(人権小委員会)や、人権小委員会で活動する現代奴隷制作業部会に働きかけた。日本弁護士連合会（日弁連）会長（当時）で「慰安婦問題の立法解決を求める会」（1996年12月設立）の土屋公献も、1992年から日弁連が国連において慰安婦補償を要求するなかで「性的奴隷（Sex SlavesまたはSexual Slavery）」 として扱うように働きかけ、その結果、1993年6月のウィーンの世界人権会議「ウィーン宣言及び行動計画」において「性的奴隷制」が初めて「国連の用語」として採用されたとしている。日弁連会長鬼追明夫は「軍事的性的奴隷」とも表現している。
1993年6月、日弁連も参加した世界人権会議において「性的奴隷制」が初めて国連用語となった。
同連合会は1995年11月に日本政府に慰安婦に対する補償を求める声明を発表し、その中で、「日弁連を含むNGOは、一貫して慰安婦問題に関し、『性的奴隷』(Sex Slaves またはSexual Slavery) として日本政府に対し国家による被害者への補償を要求し続けてきた」としている。
西岡は、1993年の世界人権会議がきっかけとなり、1996年のクマラスワミ報告書では「軍隊性奴隷制 (military sexual slavery)」と明記されることとなったと主張している。

#### 吉見義明
吉見義明は、慰安婦は就業詐欺など違法行為による強制的な徴集、より厳しい行動の制限、多く見られる兵士による暴力など、むき出しの奴隷的制度であったとしている。吉見は、自らだけの意思で慰安婦を辞めることは事実上不可能であり、辞めることを許されたのは、妊娠後期になったり、精神的疾病を発症して、慰安婦としての任務を遂行できなくなった場合に限られていたのがほとんどであったとしている。
吉見の著書『従軍慰安婦』（岩波新書）の英語版タイトルは「Comfort Women:Sexual Slavery in the Japanese Military During the World War II」である。
吉見が代表を務めるNGO「日本の戦争責任資料センター」は、「『日本軍慰安婦』制度は、慰安婦たちに居住の自由、廃業の自由、外出の自由や慰安所での使役を拒否する自由をまったく認めていなかった」「故郷から遠く離れた占領地から逃亡することは不可能だった」などの理由から、「公娼制度を事実上の性奴隷制度とすれば、『日本軍慰安婦』制度は、より徹底した、露骨な性奴隷制度であった」旨を主張している。
吉見は、（慰安婦に限らず）兵士や従軍看護婦も廃業や外出の自由が制限されていたという主張に対し、兵士は憲法によって兵役の義務を負い、従軍看護婦は法律によって勤務の義務を課せられているので、「総じて略取または誘拐または人身売買」された慰安婦を同じに扱えない、また1926年の奴隷条約の第五条に、「強制労働は、公共の目的のためにのみ行われることができる」とあるので、兵士や看護婦は奴隷制の定義には含まれないと反論した:161,162。吉見は、アメリカの黒人奴隷でも、腕が良ければ職人として報酬をもらう場合があり、（慰安婦が）多額の報酬を得ていたから奴隷ではないという見方は間違っていると述べている:166，167。

#### 英字紙
ジャパンタイムズやニューヨーク・タイムズは慰安婦をsex slave(性奴隷)としている。ニューヨーク・タイムズは、アメリカ軍相手の女性達については日本軍の慰安婦とは異なるとしてprostitute(売春婦)と呼称している。

#### 李容洙
李容洙は、慰安婦を「性奴隷」と表現することについて「とても汚くて嫌で仕方ない」と批判した。李容洙は、尹美香に対し「性奴隷」表現を批判した際、尹が「こう表現してこそ米国が怖がる」と答えたと述べている。

#### 市民団体・市民運動
2000年の民衆法廷(模擬法廷)女性国際戦犯法廷では「日本軍性奴隷」と表現された。
日本軍に暴行されたと名乗り出たオランダ人女性ジャン・ラフ・オハーンは「慰安婦」という言葉は侮蔑であり、自身を「戦時強姦の被害者であり、日本帝国軍の奴隷として強制徴集（conscripted）された」と訴えた。
中国帰還者連絡会会員の湯浅謙は、当時の軍人には公娼に見えたが、植民地支配下にあって、彼女たちは抵抗することも「強制され連れて来られた」と異議を唱えることもできない状況下にあったので、「性的奴隷」であった旨を語っている。
アジア女性基金で東京大学教授の大久保昭は「元慰安婦が性的奴隷にさせられたのはすべて日本の軍や警察権力による強制にもとづくという、一部の学者、NGO、メディアによって1990年代初期に唱えられた主張も、歴史的事実とは懸け離れた思い込みにすぎない」と批判している。
1997年、日本で証言集『私は「慰安婦」ではない 日本の侵略と性奴隷』が出版された。
上杉聡は、クマラスワミ報告の「性奴隷」の概念については継続的な強姦のケースに当てはまり、到達点としてよいが、被害者ご本人の気持ちを確かめなければいけないと述べている。
李栄薫は、韓国の運動団体などが日本の国家的責任を追及する武器にしている「性奴隷説」は、元々は日本の歴史学者が提起し、韓国の研究者や運動団体を鼓舞したと述べた。李は、これを歴史学の本分を超えた高度に政治化した学説だと批判している。

#### 産経新聞
産経新聞は、戦時中の米軍の報告書には「慰安婦の雇用条件や契約条件が明記されており、慰安婦の女性が一定額の借金を返せば解放されるという条項があるという点で、当時の米軍当局が日本軍の“強制徴用”や“性奴隷”とは違った認識を持っていた証拠になる」と主張している。

#### 韓国
2015年、日本の安倍晋三首相が慰安婦問題を「人身売買 (human trafficking) の犠牲」と表現したことに対し、韓国の聯合ニュースは「国際社会が『性奴隷』事件と規定する日本軍慰安婦問題の本質をぼかすための、計算された発言との指摘もある」と報じた。
韓国の評論家金完燮は、「“性奴隷”というのは反日キャンペーンのために発明された用語だ」と批判した。
世宗大学校教授の朴裕河は、2013年8月、著書『帝国の慰安婦』の中で日本軍慰安婦の性奴隷制に疑問を投げかけたが、ソウル東部地検により内容が「虚偽」だとされ、元慰安婦に対する名誉毀損罪で在宅起訴された。
元ソウル大学教授で落星台経済研究所の李栄薫・李宇衍は、2019年7月、著書『反日種族主義』の中で、日本軍慰安婦の性奴隷制に疑問を投げかけている。

#### アメリカ
2012年5月に訪韓したヒラリー・クリントン国務長官は「（日本軍慰安婦制度の問題）は性奴隷の話であり、女性の権利と人道に対する罪の文脈で考えられなければならない」と内輪の席で述べたうえで、日本軍慰安婦制度は「唾棄すべきもの」で「巨大な規模の重大な人権侵犯」と語った。
サンフランシスコ州立大学教授のサラ・ソー (C. Sarah Soh) は2009年の著書で、慰安婦を「性奴隷」や戦争犯罪とむすびつけて描写するのは不正確であるとしたうえで、韓国政府と韓国議会が日本軍慰安婦問題を扇情的に扱い、異論を許さないまま「日帝による被害の物語」を国民に押し付け、誤導したと批判している。
「２０００年日本帝国政府開示法」に基づく米国政府の調査でも、「日本軍統治地域女性の性的目的のための組織的奴隷化」にかかわる文書は発見されなかった。（「ナチス戦争犯罪と日本帝国政府の記録の各省庁作業班 米国議会あて最終報告」）。

#### その他
インドネシアのスリ (Sri Soekanti) は、わずか9歳で「性奴隷にされた」と証言している。
2025年にロンドンの国立軍事博物館で開催された特別展では、日本軍の慰安婦について「国家公認の性奴隷」と解説され、日本政府がこれに「強い懸念」を表明したが、博物館側は「歴史的事実に基づくことを確認している」とし、展示内容に誤りはないとの立場を強調した。展示会の協力団体には、韓国の正義記憶連帯（旧挺対協）も名を連ねていた。

### 慰安婦を職業（公娼）と見るべきか否かを巡る論争
他方、日本軍慰安婦制度を「公娼」制度として認識する歴史学者もいる。藤目ゆきは、「日本にのみ公娼・慰安所があった」とする見方について批判し、各国における近代公娼制度の比較研究を展開した。また、秦郁彦は、慰安婦を「戦前の日本に定着していた公娼制度の戦地版と位置づけるべき」と主張している。このほか、山下英愛、川田文子、宋連玉、藤永壮、眞杉侑里らも公娼制という概念によって研究をしている。
1994年4月28日、永野茂門法務大臣は共同通信のインタビューに応じ「慰安婦は当時の公娼であって、それを今の目から女性蔑視とか、韓国人差別とかは言えない。」などと述べ、この発言は5月4日と5日の新聞朝刊で報道された。なお、永野法務大臣は前述の発言の際、南京虐殺を否定する発言もしていたことについて責任を取り、同年5月7日に辞任している。
商社員として約三年半の間、中国漢口の慰安所について見聞きして来た小野田寛郎は2005年の文章で、慰安婦制度の背景について「兵士も、やはり（女性を求める）若い人間であり、一方にはそうまでしてでも金を稼がねばならない貧しい不幸な立場の女性のいる社会が実際に存在した」とし、「『従軍慰安婦』なるものは存在せず、ただ戦場で「春を売る女性とそれを仕切る業者」が軍の弱みにつけ込んで利益率のいい仕事をしていたと言うだけのことである。」と述べている。
その他、歴史学者の倉橋正直は2010年の著書で日本軍慰安婦には「性的奴隷型」と「売春婦型」の2つのタイプがあったとして、画一的な「従軍慰安婦」解釈を批判している。また倉橋は「近代日本における公娼制は検黴制などの近代的要素と前借制、楼主への人身の隷属などの封建的要素が複合している」と書いている。
朴裕河世宗大学』教授は自著『帝国の慰安婦』において慰安婦を「精神的な慰安者」「軍人の戦争遂行を助けた愛国女性」「自発的な売春婦」とする自身の研究結果を発表した、として元慰安婦9名からこの著書の出版停止を求めて提訴され、ソウル東部地裁は当該記述を削除しなければ、出版することを禁じる判決を下した。しかし朴裕河本人は「自発的売春婦とは書いていない」とこれを否定し、争う姿勢を見せている。
延世大学教授の柳錫春は、2019年9月に「（慰安婦関連の）直接的な加害者は日本（政府）ではない」「（慰安婦は）売春の一種」と発言し、一部学生から非難された。大学側は同教授を講義から外し、停職1カ月の懲戒処分を下したが、柳錫春は2020年6月からYouTubeで、自身の見解の配信を始めた。

#### 米軍
2007年にまとめられた米国政府の調査によれば、太平洋戦争中の米軍は、日本の慰安婦制度を当時日本国内で合法だった売春（公娼）制度の延長だとみていた。

### 慰安婦の収入をめぐる論争
慰安婦は、高級軍人や国内の娼婦よりも高給を得ていたという説。インフレや日本政府が送金を制限した結果、慰安婦の収入は乏しく、時に無給だったという説がある。
慰安婦に対する給与の支払いは、多くは軍票という政府紙幣の一種によってなされていた。戦地において軍票が大量発行されたため、軍票の価値が暴落した。そのため、チップ等も含め慰安婦が受け取る軍票の額面は形の上では膨れあがったケースがあった。
吉見義明は「慰安所の開設にあたって最大の問題は、軍票の価値が暴落し、兵たちが受け取る毎月の俸給の中から支払う軍票では、慰安婦たちの生活が成り立たないということであった。」と推定している。
李昇燁やジョン・ラムザイヤーは、外地でのインフレは高給説と矛盾せず、円建ての貯金にも影響しないと述べている。

#### インフレ論
吉見義明は、ビルマでは1943年頃から酷いインフレになり、ゆえに高給説は、戦時中の国外での極端なインフレを考慮しない暴論であるとする:47。吉見は、多額の預金が記録されていたことで有名な文玉珠の預金通帳について、文がビルマで貯めたお金は「その一二〇〇分の一、つまり二〇円程度の価値しかなかった」と述べている:50,51。吉見のインフレ論は、自身が関わる「Fight for Justice（日本軍「慰安婦」問題webサイト）」を通じ、英語や韓国語で世界に発信され、広まっていった。2019年には、韓国女性人権振興院の尹明淑が、インフレの為に文の貯金額は現在の日本円で「4千円ほどにしかならない」と、高給説に反論している。

#### インフレ論に対する反論
李昇燁は、軍票の額面が現地通貨（ルピー）であっても、軍事郵便貯金は円建てであり、現地がインフレであっても、家族の為に故郷（日本・朝鮮）に送金する軍人や慰安婦にとっては、お金の価値は変わらないのだと述べている。文玉珠のケースでは、戦後の混乱で貯金を引き出せなかったが、李は、外部要因によって貯金が引き出せないことと収入が少ないことは分けて考えるべきであり、またそのような目にあったのは慰安婦に限ったことではないと、指摘している。
ジョン・ラムザイヤーも、同じ理由から、吉見の主張を印象操作だとしている:51,52。
李昇燁は、戦地のインフレにより慰安婦の収入はわずかな額でしかなかったという「インフレ論」は、慰安婦＝高給説に対するアンチテーゼとして、2010年に吉見義明によって主張されたものだとし、インフレ論者について、陸軍中将よりも高給取りという主張を否定する為にインフレを持ち出した結果、慰安婦だけでなく高級軍人まで貧乏にしてしまったと指摘している。李は、文玉珠の預金通帳を無価値とするインフレ論が登場したのは、1996年に、文本人が他界したことと関係があるのではないかと述べている。
経済学者でもある李栄薫は、大東亜共栄圏と日本との間の固定相場制は最後まで維持されたのであり、朝鮮への個人の送金も1944年まで厳しい制限はかけられていなかったと反論している。

#### 送金制限論
堀和生は、「（慰安婦は）日本兵士の月給の75倍」「軍司令官や総理大臣より高い」収入を得ていたとの評価は、「過度な単純化ではなく事実認識としてまったく間違っている」と批判した上で、インフレの影響が日本に波及することを防ぐために、日本政府によって送金制限が行われた、すなわち、ある例では外地から送金できるのが口座額の1/.69であったこと、母国で受け取れるのは本人のみであったこと等を述べている。

#### 送金制限論に対する反論
『慰安所管理人の日記』を残した朴治根は、慰安婦に頼まれて実家に送金してやるなどしていたが、李栄薫は、1944年に朴が申請した30件の朝鮮への送金は全て受理されていると指摘している。1944年の5月までは、戦地からの送金と引出しには全く制限はなく、それ以降も年末までは、金額によっては許可が降りるまで時間を要したものの、送金・引出しとも可能であったと李は述べている。また李によれば、朝鮮への送金は、内地への送金よりも規制が緩かった。

#### 業者による中間搾取や不払い
吉見義明や尹明淑は、現在証言の得られる元慰安婦のほとんどは、雇用主から「前借金」「衣装代」「住居費」「食料代」及びそれらの利息等の名目で給与を天引きされており、慰安婦の手元に渡った給料はわずかというケースが少なくなかったとしている。
- 元日本兵杉本康一によると「確かに兵士たちは、高い賃金を払っていたが」ある日出会った少女の慰安婦が「一銭ももらっていません」と聞いているという[324]。

- 『証言ー強制連行された朝鮮人軍慰安婦たち』によると、慰安の代価を得たのは、19人の内3人に過ぎなかった[325]。

業者の不払いについては、李榮薫や秦郁彦も触れているが、慰安婦は基本的に前借金という形で給与を前払いされており、稼ぎと関係なく、年季あけになると借金は清算された:1。

#### 当時の記録
- 当時の新聞『京城日報』1944年7月26日の慰安婦募集広告では「月収300円以上、前借金3000円可」と記されていた[329]。

- 日本人戦争捕虜尋問レポート No.49によれば、北ビルマのミートキーナの慰安所の慰安婦たちは月平均で1500円の総収益を上げ、750円を前借金の返済にあてた。同報告によれば稼ぎは月に1000 - 2000円、年季は半年から一年で一部は帰還した者もおり、慰安婦には一カ月毎に麦粉2袋、その家族には月毎に雑穀30キロが配給され、慰安婦の衣食住、医薬品、化粧品は軍が無料配給され、兵士の月給は15円 - 25円であったことが記されている[330][331]。レポートには、業者が食料、その他の物品の代金を慰安婦に要求したので、「彼女たちは生活困難に陥った」とも書かれている。

（吉見義明は、京城日報の広告について「人身売買の業者がよく使う騙しの常とう手段」とする。）

#### 関係者の証言
- 吉原で10年間、女郎をしていた高安やえは、抱え主（雇い主）から声をかけられ、従軍芸者という名目で戦地に赴くことになった[333]。了承した理由として、年齢的な理由から余り売れなかったことや、戦地に行けば今の10倍は稼げる、稼いだら内地で自分に向く商売を始めようと考えたことを挙げている[333]。
  - 日本の女性と朝鮮の女性とは、待遇や料金など、あらゆるところで差別があった[334]。例えば、前者は一晩につき10円から20円もらえた（文脈から、相手は将校か）[334]。兵隊を相手にした場合は、日本人女性で3円、朝鮮人女性は2円か1円50銭だった[334]。（場所は、文脈から台湾・高雄か[334]）
  - 高雄では客が少なく稼ぎも少なかったため、他に移してもらうよう頼み、シンガポール、バンコク、海南島、マニラ、ラバウル、上海に行った[335]。ラバウルが一番稼ぎになった[334]。ラバウルでは、海軍専用の小料理屋のおかみの代理のような立場につき、女の子たちの監督もし、自身も体を売った[336]。当時、大卒の初任給が80円か100円だったところ、「一晩に二百円や三百円稼ぐのわけはなかった」と回想している[336]。

- スマラン事件（白馬事件）での警察の尋問調書によれば、「将校倶楽部」では、一晩に一人の男性の相手にし、男性が料金として支払った4ギルダーのうち、1ギルダー1セントを受け取り、そのお金で食べ物や衛生用品を購入したとされ、「慰安所日の丸」では、一時間1ギルダー50セントの料金のうち、45セントを受け取ったと慰安婦自身が証言している[337]。

- 宋神道は借金が無かったが朝鮮からの旅費、飲食代などの経費を全て借金として背負わされたという。宋の取り分は4割だったが国防献金など様々な名目で経費が加算され、返すまでに7年近くかかったと証言している[338]。

- ビルマで慰安婦だった文玉珠は、チップが貯まり母親へ何軒も家が建つほどの金額を送金したと述べている[339]。

- 中国漢口では、ある内地人（日本人）の慰安婦は「内地ではなかなか足を洗えないが、ここで働けば半年か一年で洗える」と語っていたという[要出典]。

#### 関連情報
大正中期から昭和前期のボルネオにおける「からゆきさん」の労働条件については、「からゆきさん#からゆきさんの労働条件」を参照のこと。
当時の陸軍大将の俸給は年に約6600円、二等兵の給料は年間72円であった。1943年7月時点では二等兵の月給は7円50銭、軍曹が23 - 30円で、戦地手当を含めてもそれらの倍額で、慰安婦の収入の10分の1または100分の1であった。中将の年俸は5800円程度であった。当時の貨幣価値を企業物価指数で計算すると1931年時点での100円は現在に換算すると88万8903円、1939年では45万3547円、1942年では34万7751円となり、3万円の貯金とは現在での約1億3606万円となる。なお平安北道出身の朴一石（パク・イルソク）が経営していた慰安所「カフェ・アジア」は1937年で資本金2000円で開業し、1940年には資本金6万円となっていた。
日本の大正中期から昭和の第二次世界大戦前までの物価はほぼ同じレベルにあり、のちに慰安婦が増えた時期と同水準だったといわれる。米価は上下変動があり第二次上海事変から特に欧州戦争が始まってから大きく上昇が始まる。
戦後軍票に対する日本政府の支払義務が免除されたため、軍票が紙くず同然となり、払戻しを受けられなくなったケースもあった。

### 元慰安婦の証言の検証と真正性
証言している慰安婦には、金学順、李容洙、姜徳景、金君子、金順徳、李玉善、鄭書云、文玉珠、黄錦周、宋神道、ジャン・ラフ・オハーン、エレン・ファン・デル・プルーフ、ビクトリア・ロペス、プリシラ・バルトニコ、レメディオス・バレンシアなどおよそ80人がいる。
韓国で初めて慰安婦であったことを名乗り出た金学順をはじめ、元慰安婦の証言の中に矛盾があるとして、その証言の信憑性を疑問視する指摘がこれまである。慰安婦問題について日本政府を糾弾し続けてきた千田夏光も金学順の証言について、親族が業者に売却したということからすると、日本軍による強制連行であったかどうかは不明確と述べている。
秦郁彦は慰安婦たちの身の上話（証言）について「検証ぬきで採用するわけにいかない」としている。秦はさらに「だまして連行した朝鮮人周旋人や数年間起居を共にした慰安所の経営者についてもフルネームを陳述したケースがまったくないのは不自然きわまる」と指摘している。
元駐日韓国大使の呉在煕は1993年1月7日に「政府の調査は徹底した証拠主義だから『一方的な証言』は認定できない」として、日本政府調査で証拠が出てこなかったことに関しても「当事者の言葉だけを信じてどうして認定するのですか。それは公的な調査をする我が政府でも同じです。日本政府が故意的に強制動員についての資料を隠しているとは思いません」と記者会見で述べた。また、呉は「真相にはきりがなく、一定の線を引かなければならない」とも述べた。しかし、この発言が報じられると関係団体から抗議をうけたため金泳三時期大統領から謝罪を命じられ、大使職も交代となった。なお呉在煕は1992年1月の宮澤訪韓の際の韓国政府内会議でも「トップ会談では慰安婦問題を出すべきではない」と進言したが、大統領府は慰安婦問題を積極的に持ち出すことで対日貿易赤字について日本側の譲歩を引き出せると反論した。
ほかにフェミニズム研究者の上野千鶴子は「＜善意＞のインタビュアーたちは、自分が聞きたい物語を聞き出すように、語りの図式を変形するという権力を、その聞き取りの現場において行使している」として聞き取り調査のあり方を批判している。
小室直樹は、慰安婦問題の核心は挙証責任（証明責任）にあると指摘している。刑事裁判および民事裁判において証明責任は原告（検察）側にあり、検事は合法的に被告が有罪であることを完全に証明しなくてはならない。証明責任のない被告はアリバイを証明する必要もないと指摘したうえで、慰安婦問題について被告は日本政府であり、原告を日本や韓国の運動団体とすれば、証明責任は運動側にあると主張した。また無罪推定の原則によって、合理的な疑いを入れないまでに立証されない場合は被告人は無罪となる（「証明責任」参照）。さらに小室は国際法上、国家が「謝罪」するということは国家責任を負うことを意味し、賠償に応ずることを意味すると指摘し、首相や外相が「可哀想なひとたちだから」という理由だけでひとたび謝罪すれば挙証責任を日本が負わされることになるとして「謝罪外交」を強く批判している。
中国海南島戦時性暴力被害裁判の支援団体ハイナンNET（は大学生やフリーターなど、10代から20代の若者が中国海南島戦時性暴力被害裁判の支援を行なっているネットワーク）による台湾元慰安婦の調査報告や石田米子・内田知行らによれば、最近（2004年時点）の調査では1人の元慰安婦に数時間のインタビューを数回行い、日時・場所などについては他の資料とつき合わせて確認しており、研究者は証言の信頼性を確認しながら調査を行っているという。ただし、石田・内田らは1990年代の元慰安婦証言の批判的検証を行なっているわけではない。
他方、「被害者の証言を疑い、歴史学者や政府がその真偽を検討して判定しようとすること自体が被害者に対する抑圧であり、認められない」という主張がある。東京大学教授で国際法学者の大久保昭はそのような主張を「被害者の聖化にほかならず、実際的意義を欠く」として、「『自分は慰安婦だった』と主張する人のなかに偽ってそう称する人が含まれることは、人間性の現実を受け入れるかぎり否定できない」と指摘している。また、「真偽の判定にあたって被害者（と主張する人）に最大の配慮をすべきことは当然だが、個人への償いは、被害者を認定するという作業を経なければならない。その際、『自分は慰安婦だった』と主張する人のなかに虚偽の主張者が含まれる可能性がある以上、すべての人を元慰安婦と認定することはできない。主張の真実性を認定する基準と手続きをつくらなければならない」と提言した。

#### 安秉直による検証調査
ソウル大学名誉教授安秉直を代表とする「挺身隊研究会」は韓国挺身隊問題対策協議会と共同で1992年7月から12月にかけて慰安婦と名乗り出たうちの生存者55人中約40人に聞き取り調査を行なった。一人あたり5、6回以上の長時間の面接調査、記録資料との確認、スタッフは報告書を3回以上輪読、その後の再面談を経てまとめられた。調査の結果は半数以上が「意図的に事実を歪曲していると感じられる」などの理由から脱落し、最終的に証言集に掲載できたのは19人であった。この調査報告書では強制連行は詐欺（主）を含めて大部分だとしている(p26p27)。調査は1993年2月に韓国で挺対協・挺身隊研究会編『証言集1 強制で連れて行かれた朝鮮人慰安婦たち』として刊行された。しかし安秉直は「歴史学的に検証に堪える緻密な調査をすべきという私の考えに運動の論理が対立した」と挺対協との対立について回想し、証言集を発表してからは研究会を離れたとしている。2006年、安は「強制動員されたという一部の慰安婦経験者の証言はあるが、韓日とも客観的資料は一つもない」「無条件による強制によってそのようなことが起きたとは思えない」と述べ、慰安婦は「自発的」であったことを述べ、現在の韓国における私娼窟における慰安婦をなくすための研究を行うべきであり、また共同調査を行った韓国挺身隊問題対策協議会は慰安婦のことを考えるより日本との喧嘩を望んでいるだけであったと非難している。

## 人権・人道に対する罪
戦後、ドイツは「人道に対する犯罪（人道に対する罪）には時効はない」と宣言した。ただし、ドイツ軍（ドイツ国防軍および武装親衛隊）慰安婦への戦後補償は実施されていない）。ほか、日本のフェミニスト・女性学者や、クマラスワミ報告書やマクドゥーガル報告書などでは慰安婦問題を女性に対する暴力・性犯罪・強姦罪として問題にしている。
韓国系アメリカ人によるロビー活動においては近年、ホロコースト問題と日本軍慰安婦制度問題とを同列に考えようとしてユダヤ系アメリカ人との連携を進行させており、2011年12月15日にはコロンビア大学で「女性の権利」フォーラム主催のシンポジウム「人類の希望：ホロコーストと慰安婦の生存者の声」が開かれホロコーストの生存者である女性2名と、元慰安婦2名、チャールズ・ランセル下院議員、韓国系アメリカ人投票者協議会（KAVC）のドンチャン・キム会長らが参加した。
他方、当時は国が売春を認める「公娼制度」があった時代であり、性に対する倫理感覚、女性に対する人権感覚は現在と違っているのに、過去の歴史の出来事を現在の基準で裁くのは間違いだとの指摘もある。政策研究大学院大学教授の北岡伸一も「21世紀の人権感覚を過去の歴史に適用するのは、いかにも乱暴」と述べている。
「いわゆる従軍慰安婦問題」について、具体的に（たとえば国家による強制連行の）証拠を明示せよと指摘された「慰安婦擁護側」が、証拠を明示できない場合に、この「人道的な価値観」を持ち出すことで、無意識のうちに問題をすり替えてしまうという指摘がある。また、いわゆる進歩的文化人の論法の特徴の一つに、正面切って反対しにくい事柄を振りかざし、それに少しでも異議を唱えるものに「人道の敵」「人権侵害者」とレッテルを貼り、「慰安婦がかわいそうだとは思わないのか」と居丈高に断罪するというものがある、そこには事実に基づいた冷静で客観的な議論は無理であるという指摘もある。
東郷和彦は、慰安婦問題とホロコースト問題とを同列に扱いえないことはユダヤ・ロビー自身が最も理解できるに違いないとしたうえで日本の外交戦略としてユダヤ・ロビーとの連携を訴えた。

## 事典・辞書の記載

### 『広辞苑』
初版（1955年）では、慰安婦について「戦地の部隊に随行、将兵を慰安した女」と解説されていたが、慰安婦問題が社会問題化すると、「日中戦争、太平洋戦争期、日本軍によって将兵の性の対象となる事を強いられた女性。多くは強制連行された朝鮮人女性。（第5版）」などと変化した（詳しくは「広辞苑」を参照）。

### 他の事典・辞書の記載
- 『世界大百科事典』第2版（2006年）従軍慰安婦「十五年戦争期に、戦地・占領地で日本軍の監督下に置かれ、軍人・軍属の性交の相手をさせられた女性。」「その本質は軍性奴隷である」と解説している[374]。
- 『大辞林』第3版（2006年）慰安婦「日中戦争や太平洋戦争中、朝鮮などアジアから集められ、戦地で日本軍将兵の性の相手となることを強要された女性たち。」[375]
- 『大辞泉』（2006年）慰安婦「かつて、主に戦地で将兵の性の相手をさせられた女性。」

## 公的資料
※当時の日本軍、政府が発令した通達は本文を参照。
朝鮮での慰安婦
朝鮮半島では国家総動員法に次ぐ国民徴用令に基づいた挺身隊（女子の動員は1943年9月から）から、植民地女性を中心に慰安婦にさせられた場合があったとされているが、当時の朝鮮では「挺身隊」を「慰安婦」と混同するデマが流布しており（韓国における「挺身隊」と「慰安婦」の混同と流言参照）、また慰安婦と称する者の証言以外には「慰安婦強制連行」の客観的証拠は見つかっておらず、朝鮮半島における命令書等の公文書は現在までに発見されていない。（「慰安婦の強制連行」参照）
東京裁判における資料
- 中国占領日本軍による、工場就職を口実とした従軍慰安婦の詐欺的募集に対する極東国際軍事裁判（東京裁判）判決[376]）
- サンフランシスコ講和条約 11 条項: Japan accepts the judgments of the International Military Tribunal for the Far East（日本は「極東国際軍事裁判」の判決を認める）

日本政府による調査
- 宮澤内閣以降、アジア女性基金によるその後の調査は「政府調査「従軍慰安婦」関係文書資料」としてまとめられ、龍溪書舎から全5巻刊行され、公式HPでも公開されている[377]。この資料集にはこれまでの当時の日本軍慰安婦関連の資料が網羅されている。

## 強制連行肯定派と否定派
- 強制連行肯定派
  - 上杉聰、辛淑玉

- 強制連行否定派
  - 主権回復を目指す会、酒井信彦、西村修平、西岡力、櫻井よしこ、中西輝政、李栄薫、池萬元、行動する保守

## 関連作品
- 記憶と生きる - 慰安婦問題を扱ったドキュメンタリー映画
- 主戦場 - 日本の慰安婦問題を扱ったドキュメンタリー映画